# Dwight D. Eisenhower
Dwight David «Ike» Eisenhower (pronunciación en inglés: /ˈdwaɪt ˈdeɪvɪd ˈaɪzənˌhaʊər/; Denison, Texas, 14 de octubre de 1890-Washington D. C., 28 de marzo de 1969) fue un militar y político que sirvió como el 34.º presidente de los Estados Unidos entre 1953 y 1961. General de cinco estrellas del Ejército de los Estados Unidos durante la Segunda Guerra Mundial, fue comandante supremo aliado en el frente de la Europa occidental, responsable de la planificación y supervisión de la invasión del norte de África en la Operación Torch entre 1942 y 1943 y de la exitosa Operación Overlord con la posterior liberación de Francia y Alemania entre 1944 y 1945. En 1951, se convirtió en el primer comandante supremo aliado en Europa de la OTAN.
Descendiente de inmigrantes alemanes asentados en Pensilvania, Eisenhower se crio en el estado de Kansas, fue el tercero de siete hermanos y sus padres eran fervientes cristianos, si bien él no formó parte de ninguna iglesia hasta 1952. Se graduó en West Point en 1915 y más tarde se casó con Mamie Doud, con quien tuvo dos hijos. Tras la Segunda Guerra Mundial, fue jefe del Estado Mayor del Ejército durante la presidencia de Harry S. Truman y después ejerció como presidente de la Universidad de Columbia. Entró en la carrera presidencial de 1952 de la mano del Partido Republicano para contrarrestar las políticas de no intervención defendidas por el senador republicano Robert A. Taft e hizo campaña contra «el comunismo, Corea y la corrupción». Consiguió derrotar por amplio margen al candidato demócrata Adlai Stevenson y así puso fin a dos décadas de hegemonía de este partido, y a la llamada «coalición del New Deal». Fue el primer presidente estadounidense en ver sus mandatos constitucionalmente limitados por la Vigesimosegunda Enmienda.
Sus principales objetivos durante su presidencia fueron mantener la presión sobre la Unión Soviética a través de la llamada doctrina Eisenhower y reducir el déficit federal. En su primer año de presidencia, amenazó con usar armas nucleares en un esfuerzo por poner fin a la guerra de Corea; su nueva imagen política priorizó la construcción en masa de armas nucleares baratas para la disuasión nuclear, mientras reducía los fondos para las fuerzas militares convencionales. Ordenó los golpes de Estado en Irán y Guatemala y negó ayuda material de importancia a Francia en Indochina, aunque sí aportó ayuda financiera y daría un fuerte apoyo económico a la recién creada Vietnam del Sur. El Congreso apoyó su solicitud de 1955 para la resolución de Formosa, lo que obligó a Estados Unidos a apoyar militarmente al gobierno prooccidental de la República de China en Taiwán y mantener el aislamiento de la República Popular China, que dominaba el territorio continental.
Después de que la Unión Soviética pusiera en órbita el primer satélite artificial de la historia en 1957, autorizó la creación de la NASA y con ella el inicio de la carrera espacial. Durante la crisis de Suez de 1956, condenó la invasión israelí, británica y francesa de Egipto, y los obligó a retirarse. A su vez condenó la invasión soviética durante la Revolución húngara de 1956, pero no tomó ningún otro tipo de acción. Envió 15 000 soldados a Líbano en 1958 para evitar el derrocamiento del gobierno pro-occidental a manos de una revolución inspirada en los principios del gobierno del presidente egipcio Nasser. Hacia el final de su mandato, sus esfuerzos por celebrar una reunión con los soviéticos se vinieron abajo tras el incidente del U-2. En su discurso de despedida a la nación del 17 de enero de 1961, Eisenhower avisó sobre los peligros del enorme gasto militar del país y en particular sobre el déficit que este generaba y los contratos que el gobierno tenía con los fabricantes privados de armamento, y acuñó el término «complejo industrial-militar».
En Estados Unidos, durante las dos legislaturas de Eisenhower se vivió una considerable prosperidad económica, a excepción de la fuerte recesión de entre 1958 y 1959. Opuesto, aunque no públicamente, a Joseph McCarthy, contribuyó a poner fin al macartismo con un amplio uso de su llamado «privilegio ejecutivo». Conservador moderado, mantuvo los organismos del New Deal y amplió la Seguridad Social. Puso en marcha el Sistema Interestatal de Autopistas, las agencias DARPA y NASA, estableció una sólida educación científica a través de la National Defense Education Act y alentó el uso pacífico de la energía nuclear gracias a la Atomic Energy Act; sin embargo, Eisenhower a menudo dejaba la mayor parte de la actividad política a nivel nacional en manos de su vicepresidente, Richard Nixon.
Aclamado por las encuestas de Gallup como el «hombre más admirado» en doce ocasiones, logró una estima popular generalizada, tanto durante como después de su presidencia. Desde finales del siglo XX, existe consenso entre los estudiosos occidentales para situar a Dwight Eisenhower como uno de los presidentes de Estados Unidos mejor valorados.

## Orígenes familiares y formación

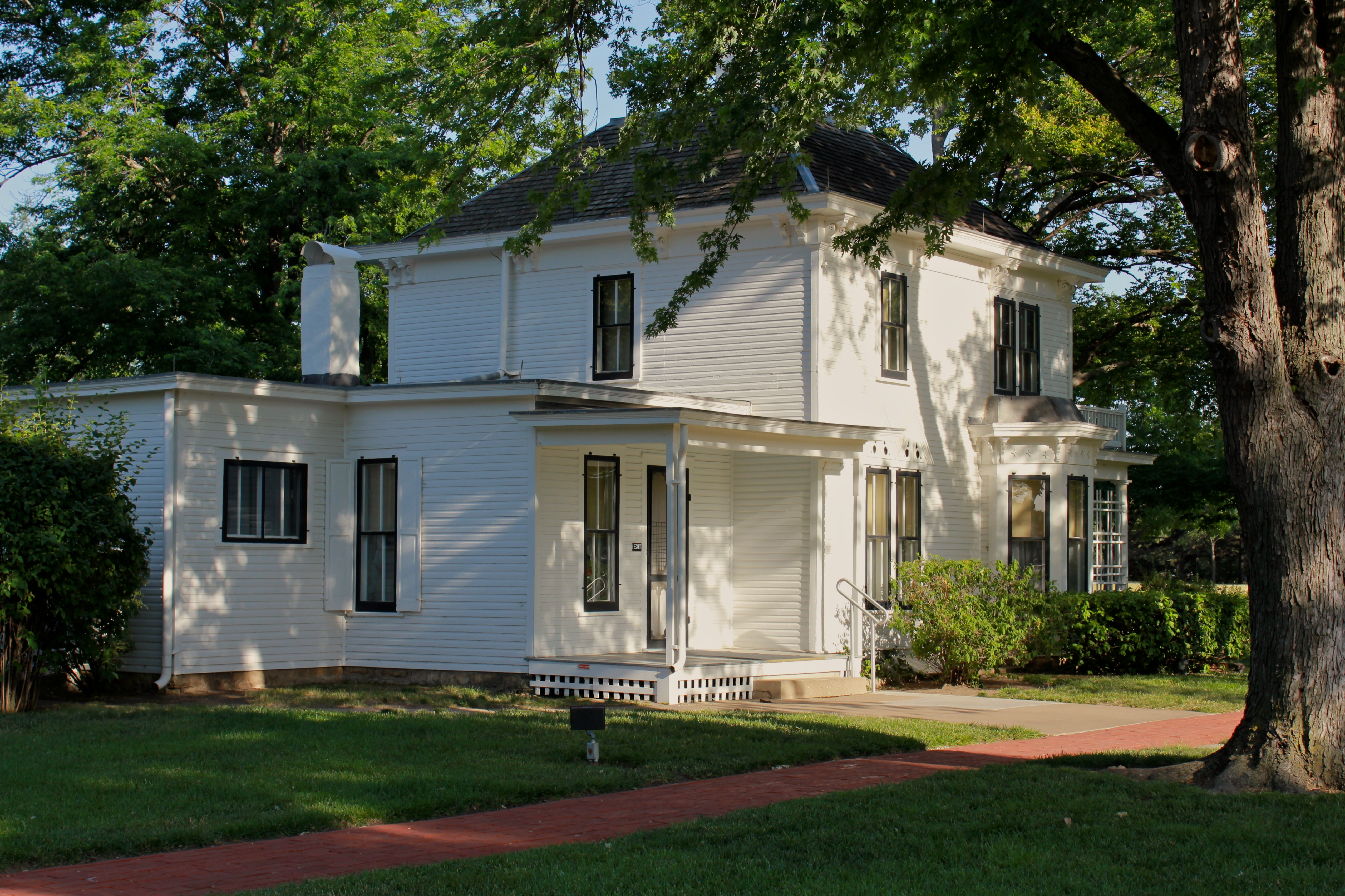
La casa de la familia Eisenhower en Abilene, Kansas.

David Dwight Eisenhower (el apellido original alemán es Eisenhauer) nació en la ciudad de Denison, en el estado de Texas, el 14 de octubre de 1890. Era el tercero de los tres hijos del matrimonio formado por Jacob David Eisenhower e Ida Elizabeth Stover. Sus orígenes familiares se hallaban en Alemania, más concretamente en Karlsbrunn, en el Sarre, ya que su antepasado Hans Nicolas Eisenhauer y su familia emigraron desde allí en 1741 hacia Lancaster, en el estado de Pensilvania. Su familia se estableció posteriormente en Abilene, Kansas, en 1892. En 1895 su madre llegó a formar parte de los Testigos de Jehová, habilitando la casa familiar como lugar de reuniones de los Testigos de Jehová entre 1896 y 1915.
A la edad de trece años, sufrió una pequeña caída que le produjo una ligera herida cortante en una rodilla. No comunicó el hecho a sus padres y a los pocos días la infección había llegado hasta la ingle. El médico participante aconsejó la amputación. Él, enterado de ello, alegó que prefería la muerte y le hizo jurar a su hermano menor que no permitiría la amputación, permaneciendo este de guardia frente a la puerta del dormitorio durante más de dos días, sin retirarse siquiera para comer. 

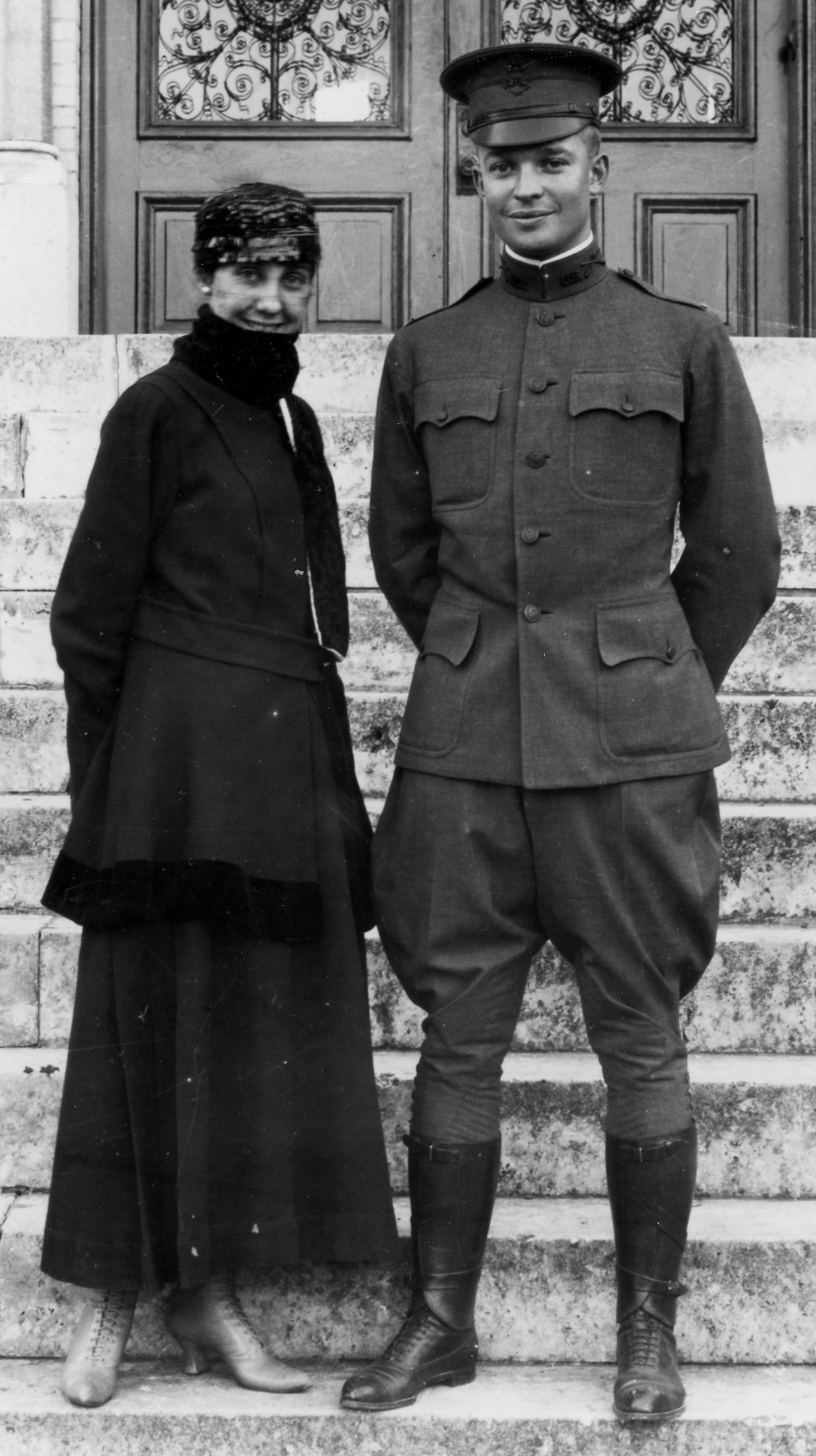
Dwight D. Eisenhower, vestido de uniforme, junto a su esposa Mamie Eisenhower en 1916.

Aunque su nombre era David Dwight, la familia y amigos le llamaban simplemente Dwight. Más adelante, cambió el orden de sus nombres de pila (según el personal de la Biblioteca y el Museo de Eisenhower, el cambio de nombre se produjo más tarde, cuando se matriculó en la academia militar). Eisenhower se graduó en la High School de Abilene en 1909.

### Ingreso en la Academia Militar
En 1911 Eisenhower ingresó en la Academia Militar de West Point. Con ese motivo, al parecer, se relajó su vinculación con los Testigos de Jehová, que no son favorables al uso de las armas.

## Carrera militar
En 1915 se graduó de la Academia Militar, con el grado de subteniente de infantería, pasando a ocupar sus primeros cargos como militar de carrera. En 1916 participó como teniente en la expedición punitiva para atrapar a Pancho Villa, quien era buscado por los Estados Unidos por atacar el pueblo de Columbus.

### Primera Guerra Mundial
Durante la Primera Guerra Mundial, a la que Estados Unidos se incorporó junto con los aliados en 1917; en las últimas fases de la guerra, Eisenhower se encargó del adiestramiento de las tropas reclutadas para su envío al Frente Occidental, sin llegar por tanto a adquirir experiencia real de combate, aunque alcanzó el grado de mayor para el final de la guerra.

### Estado Mayor
Acabada la guerra, y tras ampliar los estudios efectuados en la Academia Militar, fue destinado al Estado Mayor del Ejército, donde permanecería la mayor parte de su carrera, hasta 1935. La presencia en oficinas de planificación marcaría su carrera posterior, encarada a la planificación de operaciones militares.

### Filipinas
En 1935, Eisenhower acompañó a Douglas MacArthur a Filipinas, donde sirvió como asistente militar del gobierno filipino. Durante su estancia allí aprendió a volar, aunque nunca fue calificado como piloto militar.

### Segunda Guerra Mundial
Cuando el 7 de diciembre de 1941 los japoneses lanzaron su ataque a Pearl Harbor, Estados Unidos entró en la Segunda Guerra Mundial, formando parte de los Aliados, Dwight Eisenhower ya había ascendido a general, y fue enviado a principios de 1942 a Londres para iniciar contactos con el Ejército Británico con el fin de organizar un segundo frente en Europa para luchar contra la Alemania nazi, lo que estaba reclamando la Unión Soviética para reducir la presión que ejercía la Wehrmacht sobre el Ejército Rojo.

#### África del norte

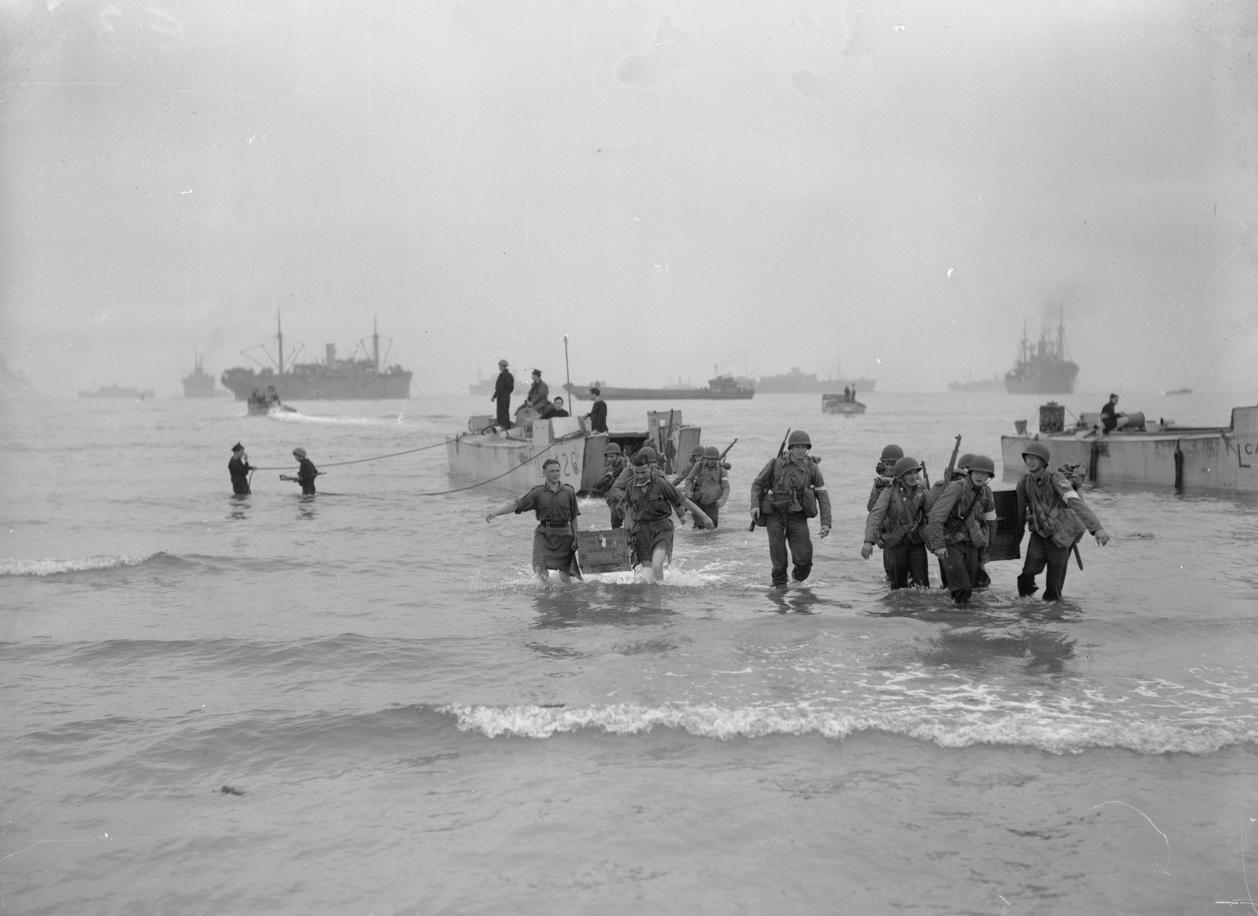
Operación Torch: tropas del Ejército de los Estados Unidos desembarcan en la playa de Arzeu, muy cerca de Orán, en Argelia.

Finalmente, se sentaron las bases para un desembarco conjunto de británicos y estadounidenses en el norte de África, la llamada Operación Torch. Para la planificación definitiva de la compleja operación, Eisenhower instaló su cuartel general en el punto más cercano posible, en la base naval británica de Gibraltar, desde donde inició discretos contactos con las autoridades de la Francia de Vichy en Marruecos, Argelia y Túnez para lograr el éxito del desembarco, contactos que llegaron a efectuarse con el almirante François Darlan, uno de los líderes del Gobierno de Vichy (y que el día del desembarco se hallaba presente en Argel), y con Henri Giraud, en quien estadounidenses y británicos veían una posible alternativa a la Francia Libre del general Charles de Gaulle, así como con Alphonse Juin, jefe de las tropas de Vichy en la zona. Los contactos fueron llevados a cabo por Robert Murphy, representante personal del presidente Franklin D. Roosevelt.
Tras el éxito del desembarco, ejecutado el 8 de noviembre de 1942, Eisenhower fue puesto al mando de todas las tropas de los Aliados en la Campaña en África del Norte, quedándole subordinado el general británico Bernard Montgomery, con quien tuvo algunos roces, debido al afán de protagonismo de Montgomery.
Debido al cargo que ocupaba, empezó a ocuparse de diversos aspectos políticos, intentando en un primer momento mantener alejados del norte de África a los partidarios de De Gaulle, con quien los anglosajones ya habían tenido algunos roces. Sin embargo, tras el asesinato en Argel del almirante Darlan el 24 de diciembre de 1942 cometido por el joven gaullista Fernand Bonnier de La Chapelle, desaparecieron esos problemas políticos, reconociendo los franceses de África como jefe a De Gaulle, con lo que Eisenhower pudo ocuparse en planificación del siguiente paso militar, la campaña de Túnez, lugar a donde se había retirado el Afrika Korps del mariscal Erwin Rommel, que había recibido mientras tanto importantes refuerzos.
A pesar del mal inicio de la campaña, con la derrota sufrida por el II Cuerpo de Ejército estadounidense en el paso de Kasserine el 16 de febrero de 1943, Eisenhower, que había reclamado al general George Patton para que asumiese el mando del II Cuerpo tras la derrota en el paso de Kasserine, logró la capitulación de las tropas del Eje en África el 13 de mayo de 1943.

#### Campaña de Italia

##### Sicilia

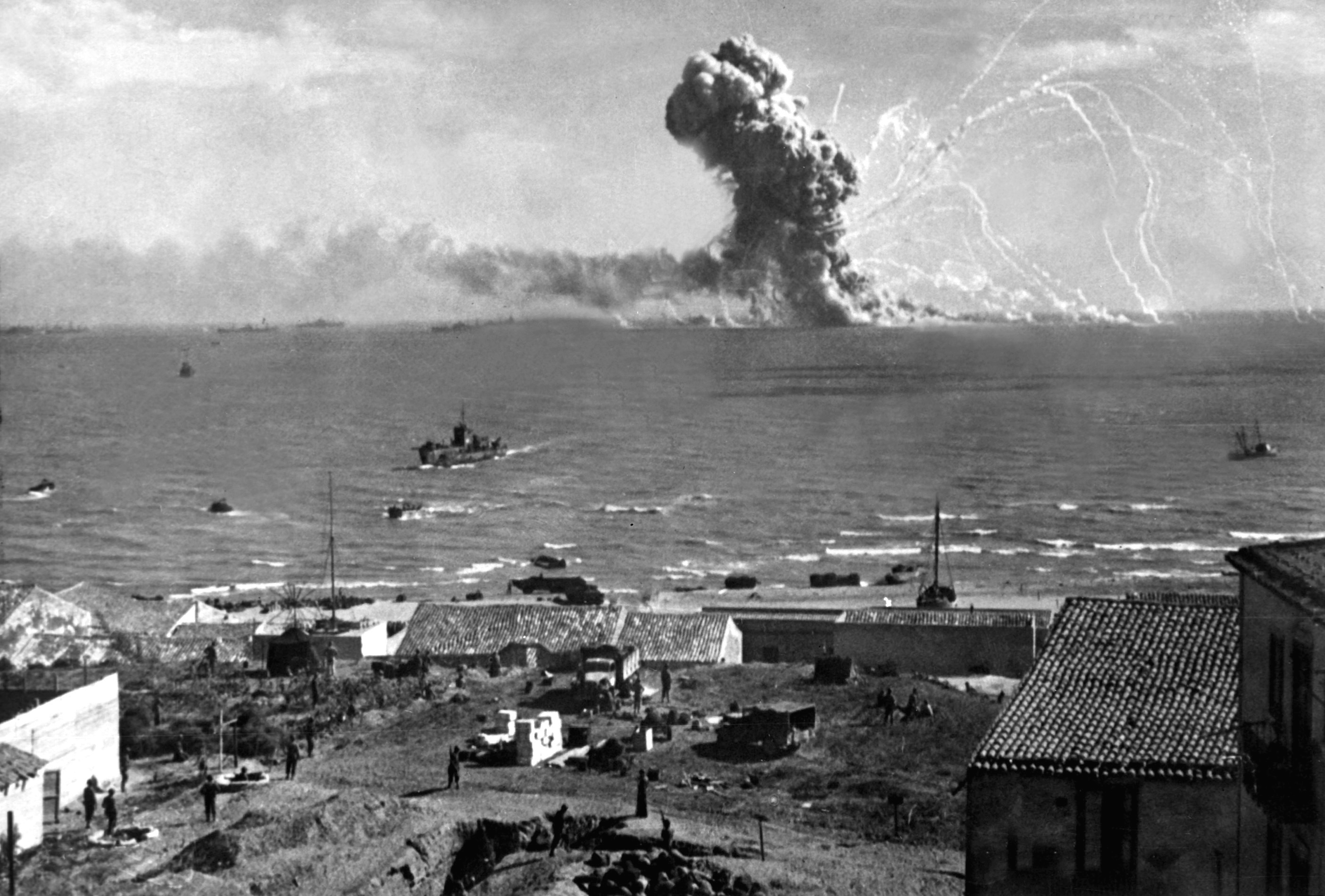
El desembarco de los Aliados en Gela, durante la Operación Husky.

Para el regreso a Europa de las tropas aliadas, se eligió la zona de Sicilia, que ofrecía claras ventajas: se atacaba a Italia, el miembro más débil de la alianza nazi-fascista, en su propio territorio, cerca de las bases establecidas por los Aliados en el norte de África recién conquistado, y se daba un paso definitivo para el control del mar Mediterráneo, expulsando de él a los alemanes. Era además una buena oportunidad para probar las capacidades de los Aliados para llevar a cabo una operación militar de gran envergadura, con la vista puesta en el futuro.
Eisenhower decidió que la Operación Husky, nombre que recibió la invasión, fuese llevada a cabo conjuntamente por tropas británicas y estadounidenses, para lo que se creó un grupo de ejércitos, el 15.º Grupo de Ejércitos, a cuyo frente se puso al mariscal británico Harold Alexander, que estaría formado por el 7.º Ejército estadounidense, mandado por George Patton, y el 8.º Ejército británico, al mando de Bernard Montgomery. Por su parte, el Eje contaba con tropas italianas, el 6.º Ejército, al mando del general italiano Alfredo Guzzoni, pero también con el 14.º Ejército alemán al mando del general Albert Kesselring, estando nominalmente al frente de todas las tropas del Eje en la isla el italiano Guzzoni.
Por otra parte, con el fin de reducir el coste en vidas humanas de la operación, se iniciaron discretos contactos con la mafia, a través de Lucky Luciano, quien a la sazón se hallaba encarcelado en Nueva York. Los contactos fructificaron, debido además a que el Fascismo había mostrado su radical voluntad de acabar con la mafia.
Finalmente, el 10 de julio de 1943, con un importante despliegue aéreo y naval, se efectuaron los desembarcos previstos, iniciándose una carrera entre jefes de los dos ejércitos Aliados por ver quién llegaba antes a Mesina dando por acabada la campaña. Patton resultó vencedor en esta lucha personal con Montgomery, entrando en Mesina el 17 de agosto.
Con la toma de Sicilia quedaba despejado el camino para seguir el avance, ahora a través de un desembarco en la península italiana.

##### Italia

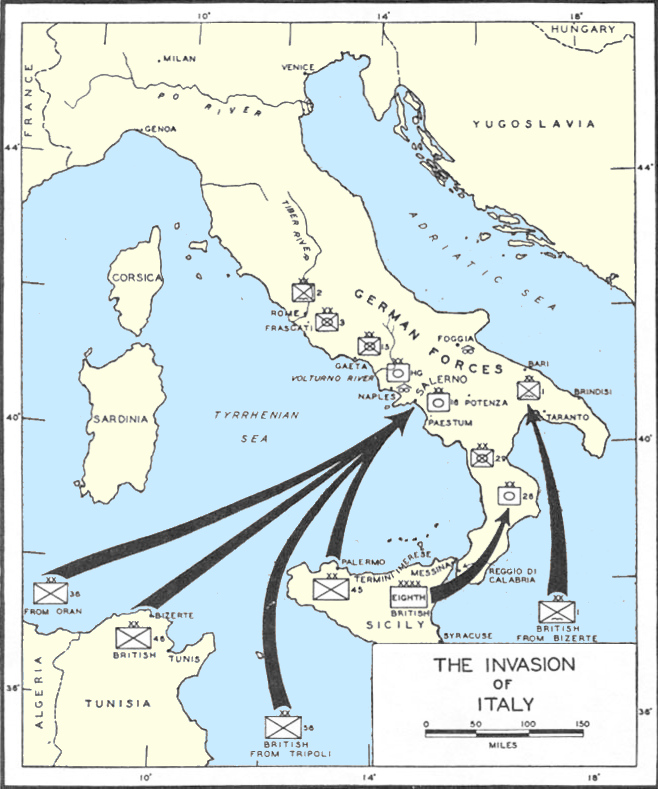
Mapa de las operaciones de invasión de Italia en 1943, según la planificación efectuada por Eisenhower.

Siempre desde su cuartel general, que había instalado en Argel, Dwight D. Eisenhower inició pues la planificación del siguiente paso, la invasión de Italia, con el objetivo puesto en apartar a Italia de la guerra, provocando la caída del régimen fascista de Benito Mussolini. Sin embargo, las circunstancias se precipitaron debido al hecho de que Mussolini fue defenestrado por una mayoría de los miembros del Gran Consejo Fascista, el máximo órgano del Partido Nacional Fascista italiano, en una operación urdida por el rey Víctor Manuel III, tras lo cual se iniciaron conversaciones secretas en Lisboa con vistas a la firma de un armisticio, a solicitud de los italianos.
Las conversaciones acabaron por desembocar en la firma del armisticio de Cassibile, por el cual Italia abandonaba su alianza con el Tercer Reich, aunque los italianos rogaron que la firma del armisticio permaneciese en secreto hasta el desembarco en Italia de las tropas de los Aliados. En cumplimento de los acuerdos pactados, el 3 de septiembre de 1943 los Aliados cruzaron desde Sicilia el estrecho de Mesina, ocupando sin excesiva oposición italiana el puerto de Mesina. Se trataba de una estrategia sumamente conservadora, ya que las circunstancias posiblemente hubiesen permitido el desembarco en algún lugar más al norte, con lo que la campaña de Italia que tuvo lugar a continuación hubiese sido mucho menos lenta.
En cualquier caso, los acontecimientos en Italia se precipitaron. Por un lado, Mussolini fue liberado por los alemanes del confinamiento a que se encontraba sometido, formando la llamada República Social Italiana, que seguía colaborando con la Alemania nazi. Por otro, el mariscal Pietro Badoglio, aunque mantenido aparte por los Aliados, intentó organizar un Ejército italiano que luchase junto con las tropas de los Aliados. Finalmente, se avanzó lentamente hacia el norte, tan lentamente que en diciembre los Aliados se vieron frenados unos 100 km al sur de Roma por las defensas apresuradamente preparadas por los alemanes en la Línea Gustav.

#### Desembarco en Normandía

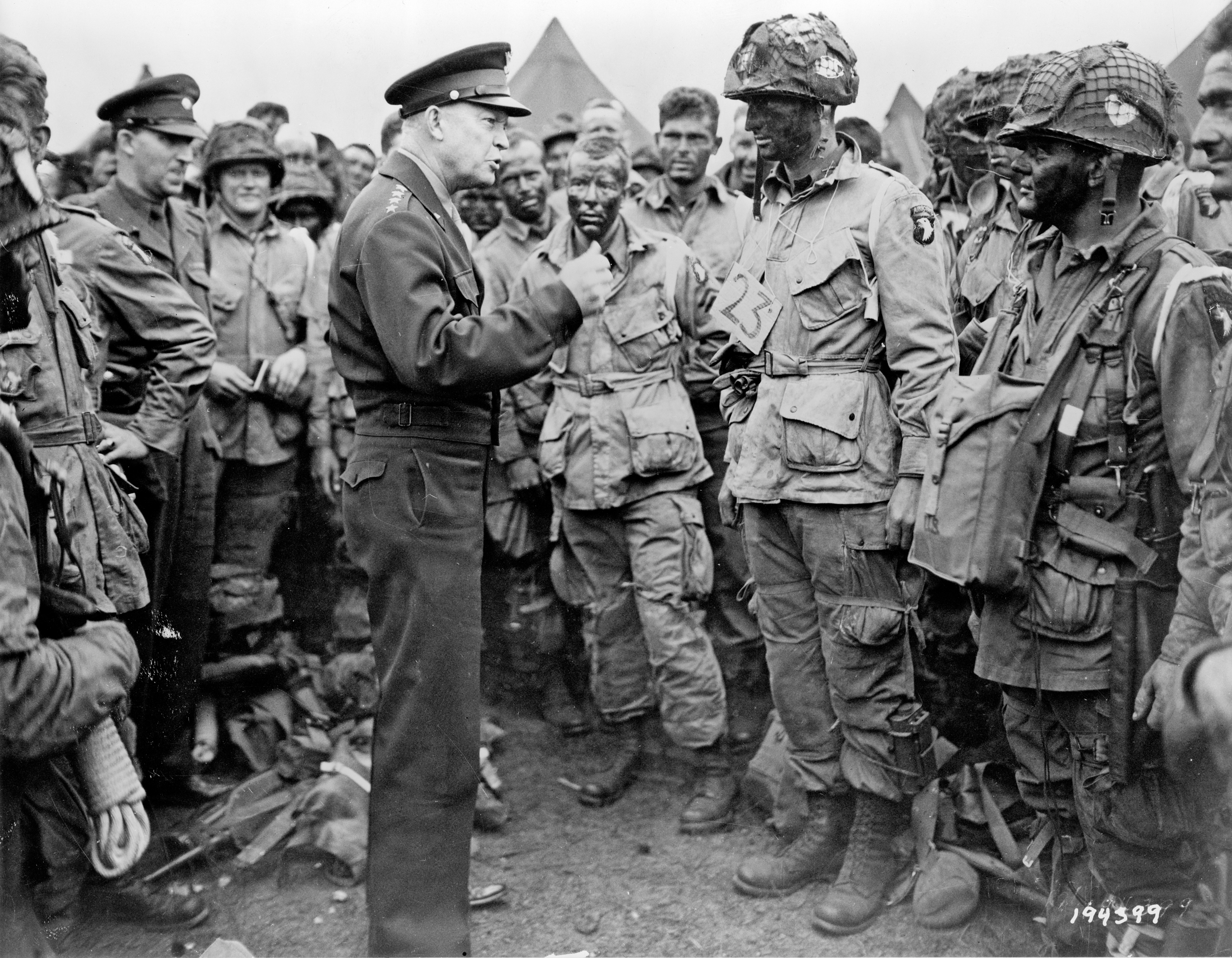
El general Eisenhower dando instrucciones el 5 de junio de 1944 a paracaidistas estadounidenses del 502.º Regimiento Paracaidista (101.ª División Aerotransportada) a punto de participar en el Día D saltando en Normandía esa misma noche.

El 28 de noviembre de 1943 se inició en Teherán (Irán) la llamada Conferencia de Teherán, celebrada con asistencia de los tres principales líderes políticos de los Aliados: Churchill por los británicos, Roosevelt por los estadounidenses y Stalin por los soviéticos. Entre los varios acuerdos tomados en la misma, destacaba el de la apertura de un segundo frente en Europa, que debería añadirse al ya existente en Italia y al Frente Oriental, a petición de Stalin, ya que el Ejército Rojo estaba llevando el peso de la lucha en Europa contra la Wehrmacht.
Puesto que los Estados Unidos iban a ser los suministradores de la mayor parte de los hombres que tomarían parte en el previsto desembarco, y puesto que la mayor parte del material militar con el que estarían equipadas las tropas iba a ser estadounidense, se decidió que fuese también un estadounidense quien estuviese al mando de la operación y de sus preparativos. Roosevelt no deseaba desprenderse de su consejero militar, el general George Catlett Marshall, con lo que finalmente optó por encargar la planificación y ejecución de la operación a un hombre que ya había probado sus dotes de planificación y de mando en las campañas en el norte de África y en Italia. Otra alternativa hubiese sido el general George Patton, pero la mala imagen que arrastraba desde algunos incidentes en Sicilia y los enfrentamientos que había sostenido con el general británico Bernard Montgomery hicieron que se le relegase, aunque se le encargó poner a punto un ejército fantasma simulado con el que se iba a encubrir la operación real, amenazando a los alemanes con una posible invasión en la zona de Calais, la Operación Fortitude, tarea en la que Patton obtuvo un éxito total.
Eisenhower se encargó pues de planificar las operaciones militares del Desembarco de Normandía, el 6 de junio de 1944, así como de efectuar todos los contactos políticos necesarios en función de la gran complejidad de la operación y del gran número de países Aliados que participaron en la operación: Francia Libre, Bélgica, Luxemburgo, Holanda, Checoslovaquia, Polonia o Grecia tuvieron participación, además de Estados Unidos y el Reino Unido, sin olvidar a dominios británicos como Canadá, Sudáfrica, Nueva Zelanda o Australia, además de la India. También participaron otros países como Brasil y Uruguay. Basta la mera enumeración de países cuyas unidades militares tomaron parte en el desembarco y las operaciones subsiguientes para comprender la enormidad de la tarea.

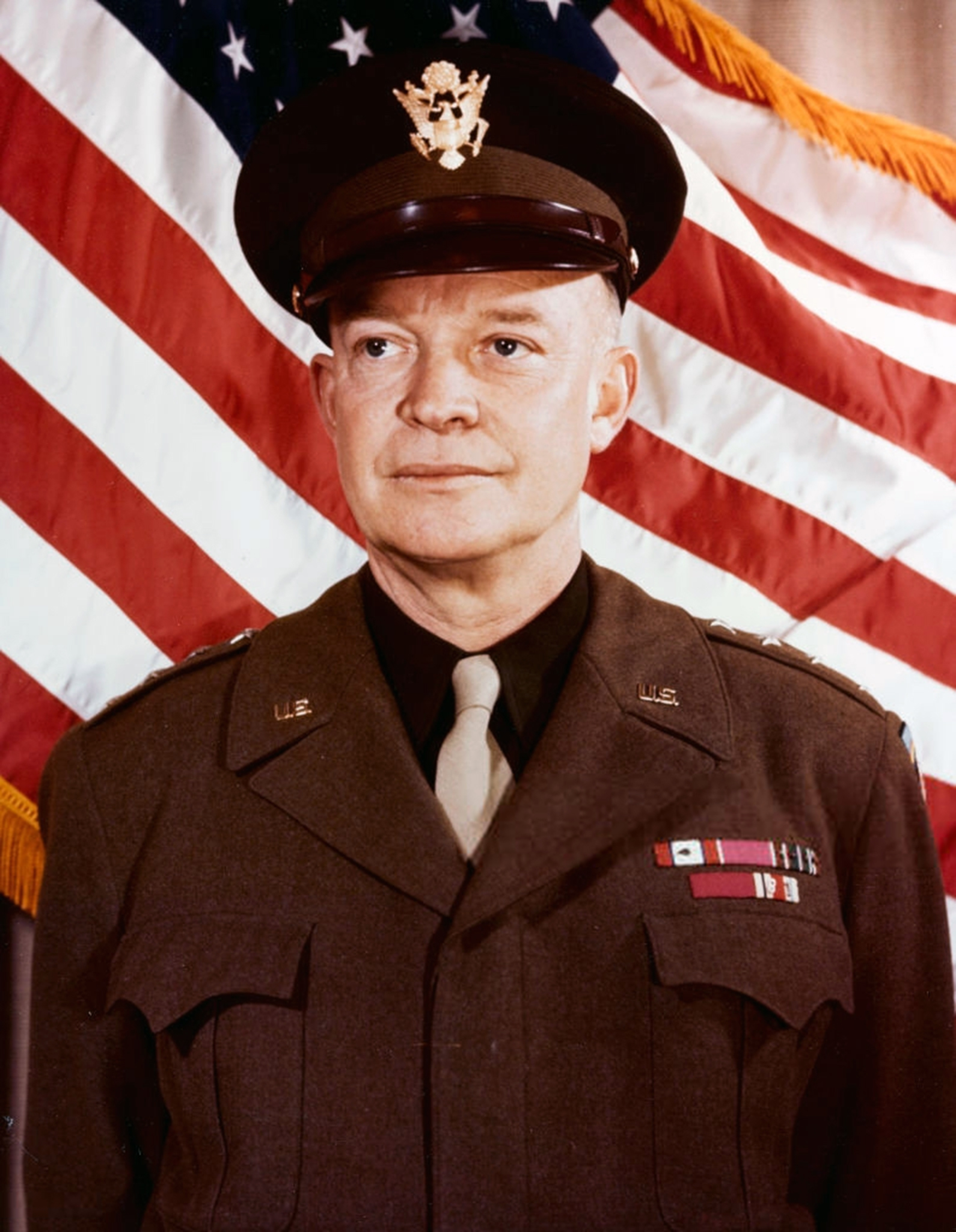
El general Eisenhower, en una imagen vestido de uniforme.

El general Eisenhower y su equipo de ayudantes eligieron la costa de Normandía para el desembarco, prefiriéndola a otras posibles alternativas. Especialmente interesante era el hecho de que las playas en las que se realizaría el desembarco quedaban dentro del radio de acción de los aviones con base en Gran Bretaña, sin olvidar que en el canal de la Mancha era muy fácil lograr una absoluta supremacía aérea y naval para los Aliados.
La planificación de la operación, la mayor operación de desembarco de tropas llevada a cabo hasta hoy en día, supuso un esfuerzo considerable, para el que se tuvieron en cuenta innumerables factores: desde los climatológicos, con análisis de las condiciones meteorológicas previstas en la zona de desembarco en la fecha del mismo y en los días posteriores, hasta la forma de abastecer a las tropas una vez desembarcadas, para lo que se llegó a diseñar puertos artificiales (puertos Mulberry) o incluso un oleoducto que trasladaría el carburante necesario a través del canal, PLUTO, pasando por el diseño y construcción, por parte de los británicos, de carros de combate especializados pensados especialmente para apoyar y facilitar el desembarco.
Sin embargo, pese a las dotes diplomáticas de Eisenhower, se plantearon graves problemas respecto de la Francia Libre de Charles de Gaulle, ya que los franceses entendían que se les dejaba al margen de la toma de decisiones. Presionado por Winston Churchill, Eisenhower se negó a otorgar mayor protagonismo a los franceses libres hasta que se hubiesen celebrado elecciones en Francia. Estos hechos comportaron consecuencias de cara a la situación posterior en la campaña de Francia, especialmente en agosto de 1944, al tratarse la posible Liberación de París.
La operación planificada comportaba un desembarco en cinco playas distintas, con los siguientes nombres en clave: Utah, Omaha, Gold, Juno y Sword. El primer objetivo del desembarco era el de asegurar las propias playas, para lo cual se lanzaron tropas paracaidistas desperdigadas por todo el interior de Normandía, la 82.ª División Aerotransportada y la 101.ª División Aerotransportada estadounidenses y la 6.ª División Aerotransportada británica. La misión de los paracaidistas era la de retrasar o evitar la llegada de refuerzos alemanes, especialmente de las divisiones blindadas desplegadas en la zona de Caen y que el engaño de George Patton con su Operación Fortitude mantenía allí en espera de una hipotética invasión.
Una vez logrado el control de las playas, el objetivo para la semana siguiente a la operación era el de asegurar el interior de Normandía, con la finalidad de garantizar la supervivencia de las tropas desembarcadas, tras lo que se lanzaría un asalto hacia los principales puertos de la zona (especialmente Cherburgo) para poder desembarcar en ellos suministros y nuevas tropas con las que poder desplegar la capacidad de combate en forma de hombres y equipamiento militar de los Aliados.
Tras varios sucesivos aplazamientos, finalmente, aunque Eisenhower seguía teniendo dudas, quedó definitivamente fijado el día de la invasión, el Día D, para el 6 de junio de 1944.
A pesar de algunos contratiempos, que afectaron en mayor medida a algunas de las playas del desembarco, y a pesar de los temores del propio Eisenhower, finalmente la batalla de Normandía abrió la puerta a la recuperación de la Francia ocupada por los alemanes.
Fue también el impulsor del Programa de Monumentos, Arte y Archivos

#### Campaña de Francia

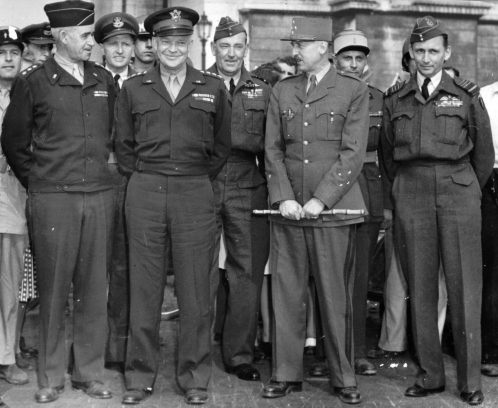
El Alto Mando de los Aliados en París, con el general Leclerc y Dwight D. Eisenhower, tras la Liberación de París en agosto de 1944.

Con la consolidación de la presencia militar de los Aliados en Europa tras el exitoso resultado de la batalla de Normandía, Ike Eisenhower quedaba acreditado como quien había conducido a la victoria a los Aliados, y ello desde los primeros compases de la presencia en el conflicto de las tropas estadounidenses. Lógicamente, fue el encargado de planificar la siguiente fase de la guerra en el Frente Occidental. Se ponía el acento en el rápido avance hacia el este, presionando a los alemanes en retirada, asegurando el control de la costa del canal de la Mancha, y dejando de lado el interior de Francia. Para completar la presión ejercida, a la vez que para intentar superar la férrea oposición que los alemanes mantenían en Italia, el equipo de Eisenhower planeó un desembarco en el sur de Francia, en la costa del Mediterráneo, lo que sería finalmente la Operación Anvil, realizada el 15 de agosto de 1944.
Respecto de la Liberación de París, Eisenhower pretendía pasar de largo la ciudad de París por el norte, para poder aprovechar la situación de desorganización de la Wehrmacht y alcanzar la línea del río Rin antes de que pudiesen reaccionar y acabar la guerra antes de finalizar 1944.
Sin embargo, el general Charles de Gaulle ordenó en agosto al jefe de la 2.ª División Blindada de la Francia Libre, el general Leclerc, que se dirigiese hacia París, contraviniendo las órdenes del superior de Leclerc, el general estadounidense Leonard T. Gerow, y del propio Eisenhower. De Gaulle pretendía apoyar la sublevación de la población de París, evitando que la misma fuese utilizada como medio propagandístico por el Partido Comunista Francés. Igualmente, De Gaulle buscaba sustraer a Francia de quedar sometida tras la liberación a un Allied Military Government of Occupied Territories (AMGOT), es decir, a un control militar de los anglosajones sobre el país. Finalmente, De Gaulle comprendía que la liberación de París serviría como palanca para lograr no solo la consolidación de su persona al frente de la Francia Libre sino también la conversión de la propia Francia Libre en el elemento de conexión de Francia con los Aliados vencedores.
No obstante, ante la situación de hecho creada por el avance hacia París de la 2.ª División Blindada francesa en solitario y sin autorización, Eisenhower, aunque molesto al tener que asumir el coste de alimentar a los ciudadanos parisienses tras la liberación, lo que iba a sobrecargar las líneas de suministros de sus ejércitos, se rindió a la evidencia, aceptando los hechos consumados y enviando como respaldo de la operación, además de para obtener réditos políticos y propagandísticos, a la 4.ª División de Infantería estadounidense hacia París.
En cualquier caso, Eisenhower y su equipo dieron comienzo a la planificación a la siguiente fase de la ofensiva, la campaña en Bélgica y los Países Bajos para controlar la desembocadura del Rin.

#### Campaña en el Benelux
Tras los resultados de la campaña en Francia, la estrategia diseñada por Eisenhower buscó un equilibrio entre las exigencias de dos de los principales líderes militares de los Aliados, el general británico Bernard Law Montgomery y el general estadounidense George Patton.
Debido a la escasez de suministros, puesto que los Aliados no habían ocupado todavía o no habían logrado poner en servicio ninguno de los grandes puertos franceses del Atlántico, bien en el canal de la Mancha bien en el golfo de Vizcaya, el avance de las tropas hacia Alemania empezaba a reducir su impulso. Por otro lado, el propio Eisenhower había estimado mal la capacidad de resistencia de los alemanes, esperando tardar mucho más tiempo en avanzar hasta la antigua frontera francoalemana del que realmente había sido necesario.
Ante esta situación, Patton pretendía obtener prioridad en el suministro de carburante, recambios y abastecimientos en general para sus tropas, con lo que lograría un avance rápido hacia la frontera alemana, atravesando el río Rin y penetrando en el corazón industrial de Alemania, esperando poner rápidamente fin a la guerra. Adicionalmente, Montgomery debería guardar su flanco, avanzando hacia el valle del Ruhr.
Por el contrario, la visión de Montgomery era diferente, y solicitaba ser él quien recibiese prioridad en los suministros, para avanzar pegado al canal de la Mancha, atravesando Bélgica y los Países Bajos para penetrar por el norte en Alemania, por la desembocadura del Rin. En esta concepción, sería Patton quien guardaría el flanco de Montgomery en su avance.
Es decir, ambos deseaban atribuirse la gloria del avance, y que fuese el otro el que asumiese el trabajo menos brillante.
La decisión inicial de Eisenhower fue pues buscar un equilibrio entre ambas concepciones, con lo que se atuvo al plan inicial, de avance más lento a lo largo de toda la línea del frente. Sin embargo, debido a consideraciones de tipo político para con sus aliados británicos, finalmente Eisenhower optó por dar mayor prioridad de suministros a Montgomery, ya que además esperaba que el avance por la orilla del canal de la Mancha les permitiese a los Aliados la toma del importante puerto de Amberes, solventando así los problemas de falta de suministros.
Finalmente, Montgomery presentó un nuevo plan, que sería el finalmente aceptado por Eisenhower, y que desembocaría en la llamada Operación Market Garden.

##### Operación Market Garden

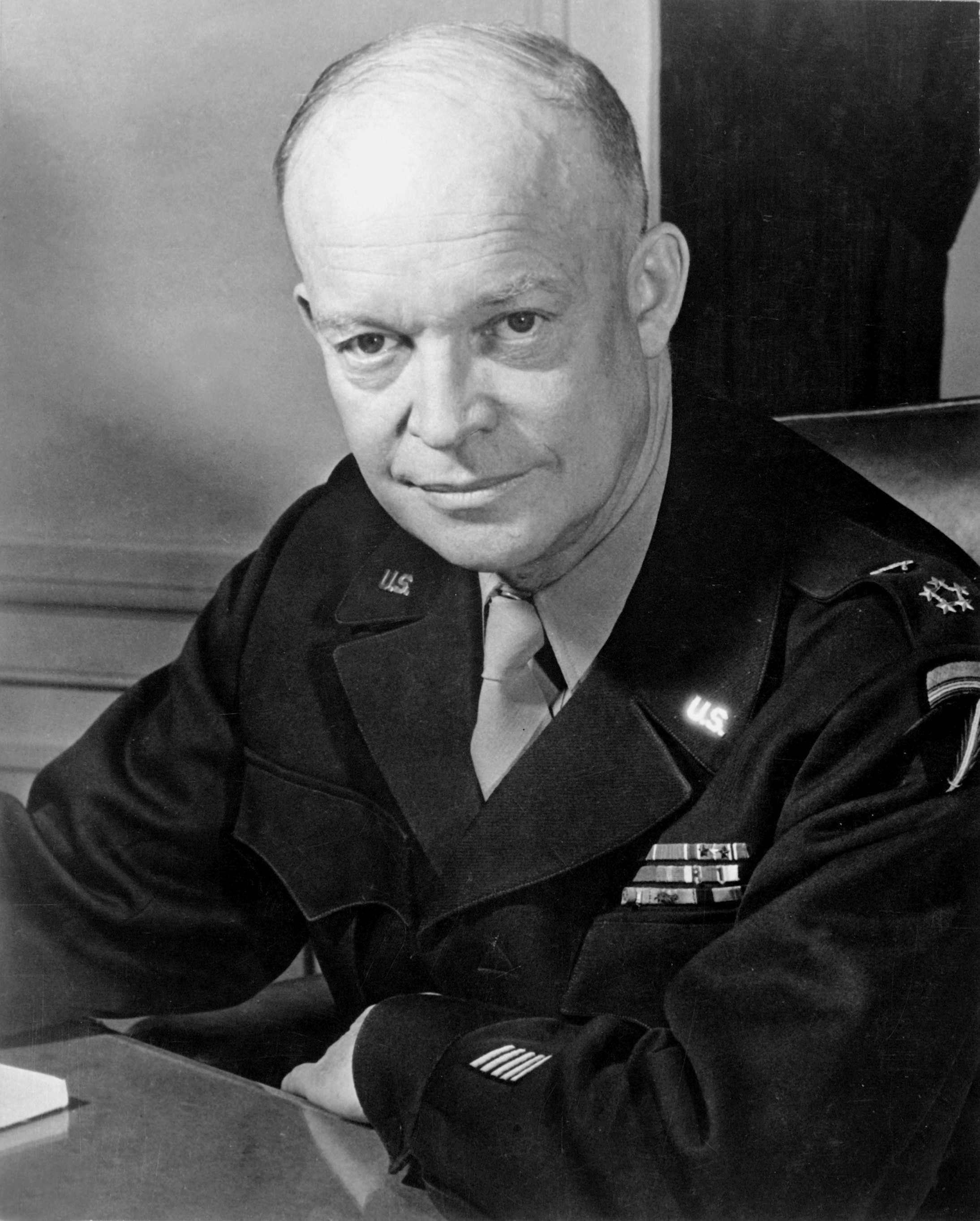
El general Eisenhower.

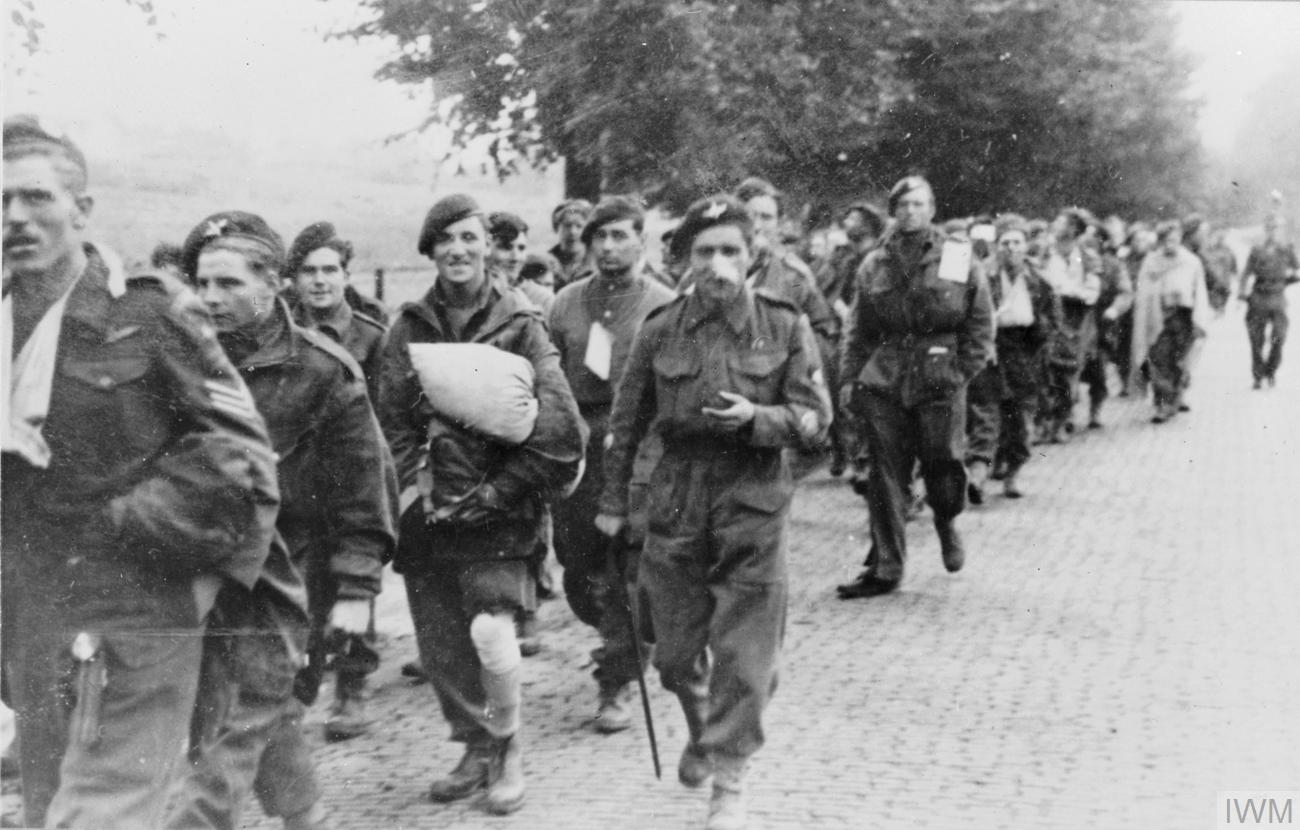
Paracaidistas británicos hechos prisioneros por los alemanes en la Operación Market Garden marchan hacia su destino en un campo de prisioneros.

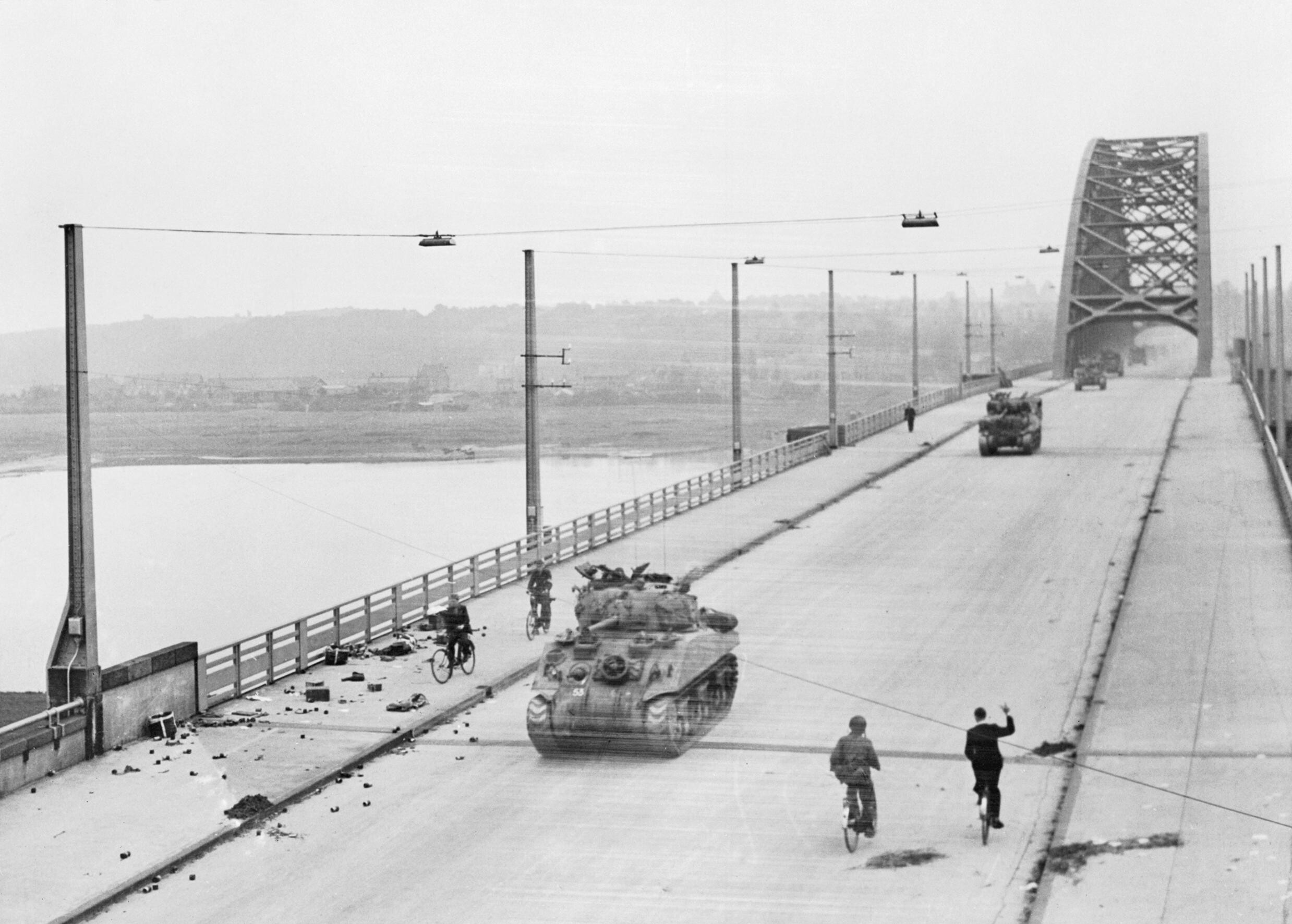
Tropas del XXX Cuerpo de Ejército británico atraviesan el río Waal en Nimega tras la toma de la ciudad y de su puente.

La versión definitiva del plan propuesto por Montgomery y aceptado por Eisenhower para la Operación Market Garden era sumamente ambiciosa, comportando dos partes diferenciadas, Market y Garden.
Market era una operación aérea, para la que se utilizaría a tropas paracaidistas británicas, estadounidenses y polacas, que consistía en el lanzamiento de los paracaidistas en una serie de puentes a lo largo de Bélgica y los Países Bajos, con la misión de tomarlos antes de que fuesen destruidos por los alemanes, conservándolos intactos en su poder hasta la llegada de las tropas terrestres de los Aliados.
Garden era una operación terrestre, que suponía el avance rápido en columna de las tropas Aliadas, a la mayor velocidad posible, relevando a su llegada a los paracaidistas y asegurando la zona, siguiendo inmediatamente al siguiente puente, como si los paracaidistas hubiesen tendido una alfombra a través de la cual se desplazasen las tropas terrestres, atravesando definitivamente el Rin.
Ciertamente, el plan ofrecía una serie de ventajas en caso de realizarse con éxito. En primer lugar, permitiría controlar el vital puerto de Ámsterdam, poniendo fin definitivamente a la penuria de suministros. En segundo lugar, se habría evitado forzar la Línea Sigfrido, barrera defensiva establecida en sus fronteras por los alemanes, y que se pensaba que estaba bien protegida. En tercer lugar, esta estrategia iba a permitir tomar los puntos de lanzamiento de los cohetes V-2 alemanes contra Londres y los puertos y ciudades ingleses. Y para terminar, se lograría avanzar en un sector que se hallaba protegido al norte por las costas del canal de la Mancha y del mar del Norte, que se hallaba además más cercano a las bases aéreas de la Royal Air Force y de la USAAF en el Reino Unido.
Sin embargo, el plan adolecía de muy graves defectos. En primer lugar, la propia complejidad de la operación hacía que cualquier mínimo imprevisto afectase muy negativamente a las siguientes fases de la operación, como de hecho así sucedería posteriormente. La marcha de las tropas de tierra a través de una única carretera practicable, en una zona situada a veces bajo el nivel del mar y muy fácilmente inundable favorecía la defensa alemana. Puesto que la operación era en realidad una carrera contrarreloj, cualquier retraso sería fatal para los paracaidistas lanzados en los puntos más lejanos de la línea de avance prevista.
En segundo lugar, se produjo un fallo de gran alcance en los servicios de información aliados, que minusvaloraron la calidad y cantidad de las tropas alemanas desplegadas en la zona. Mientras que según los servicios de información se trataba de tropas escasas, mal equipadas y de escasa moral de combate, en realidad se ignoró la llegada a la zona de dos divisiones de las SS, la 9.ª División Panzer SS Hohenstaufen y la 10.ª División Panzer SS Frundsberg, divisiones experimentadas en combate y que ya se habían enfrentado a los Aliados en la batalla de Normandía, y que habían sido enviadas a la zona para reponerse de los combates anteriores.
En definitiva, tal como indica el libro del periodista e historiador Cornelius Ryan dedicado a esta batalla, la operación requería para su completo éxito la toma de un puente demasiado lejano, el situado en la ciudad holandesa de Arnhem sobre el río Rin.
Finalmente, el 16 de septiembre de 1944 dieron inicio las operaciones, con el bombardeo aéreo de las posiciones alemanas, seguido el 17 a primera hora del lanzamiento de los paracaidistas en los lugares designados. A mediodía, tras saber que los paracaidistas habían tomado la mayor parte de los objetivos asignados, se inició la parte terrestre de la operación, con el avance del XXX Cuerpo de Ejército británico. Aunque el avance fue inicialmente rápido, pronto aparecieron los problemas, ya que algunos de los puentes habían sido destruidos por los alemanes, debiendo tender puentes Bailey los ingenieros británicos, con los consiguientes retrasos que se iban acumulando. Además, el avance directo a través de una única carretera hacía que las constantes escaramuzas ralentizasen todavía más el avance, ya que era necesario eliminar todos y cada uno de los puntos de resistencia alemanes antes de proseguir el avance.
Además, a lo largo de los días siguientes, el mal tiempo impidió el envío de refuerzos y suministros a las unidades paracaidistas, con lo que las tropas de la 1.ª División Aerotransportada británica, que habían sido lanzadas en el extremo más alejado hacia el norte de la operación, en Arnhem, no pudieron recibir suministros ni refuerzos, además de constatar que por defectos de diseño sus radios no les permitían comunicarse con sus bases en la retaguardia y ni siquiera entre sí. Con mucho retraso, y cuando la situación ya era insostenible, recibieron como refuerzo a la 1.ª Brigada Independiente de Paracaidistas polacos, al mando del general Sosabowski, cuando ya solo podía lograrse incrementar el número de bajas y prisioneros con dicho lanzamiento.
El 25 de septiembre se dio la orden de retirada a los británicos y polacos que se hallaban combatiendo en Arnhem, sin que se hubiese logrado la conquista de una cabeza de puente al otro lado del río Rin como pretendía la operación, que se saldo con un fracaso respecto de los planteamientos iniciales.

##### Batalla de las Ardenas

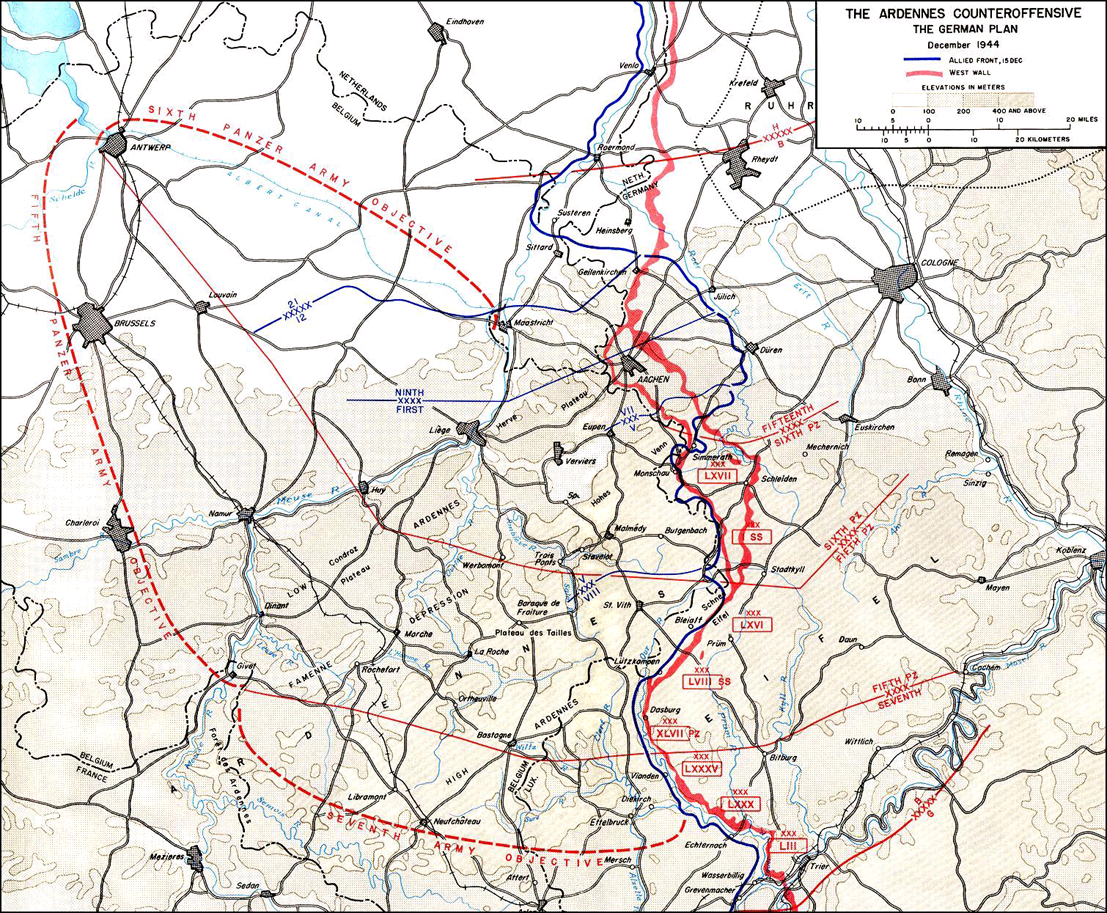
Plan alemán para la Operación Wacht Am Rhein.

Tras el fracaso en el avance que había supuesto la Operación Market Garden, con la llegada del invierno Eisenhower dio por terminadas las operaciones de envergadura, dedicándose a la consolidación de los territorios recuperados desde la partida de Normandía un par de meses antes, así como a la acumulación de recursos para reemprender el avance con el buen tiempo.
Sin embargo, el respiro fue también aprovechado por los alemanes, a la vez que Adolf Hitler encargaba a Gerd von Rundstedt la preparación de una contraofensiva, que pretendía que expulsase a los Aliados de Bélgica, los Países Bajos y Luxemburgo, tomando el puerto de Amberes y soñando incluso con una reedición de la batalla de Francia en 1940 que volviese a abrir a los alemanes las puertas de París. La contraofensiva fue denominada por los alemanes Operación Wacht Am Rhein, y dio lugar a la batalla de las Ardenas.
En consecuencia, el 16 de diciembre de 1944 el 5.º Ejército Panzer, con siete divisiones, y el 6.º Ejército Panzer, con nueve divisiones, lanzaron un ataque, que arrolló a las primeras líneas defensivas de los Aliados, formadas por tropas inexpertas del Ejército estadounidense. El avance alemán estaba protegido en sus flancos por el 15.º Ejército y por el 7.º Ejército. El ataque produjo el desconcierto entre los Aliados, incluyendo a Eisenhower, ya que se pensaba que los alemanes estaban escasos de tropas y de recursos y, además, bajos de moral. Una de las claves de los primeros éxitos de los alemanes fue el mal tiempo, que impidió el despegue de la aviación aliada, para labores de observación del avance y para castigar a las columnas alemanas en marcha.
Tras unos primeros momentos en que cundió la alarma entre los Aliados, Eisenhower ordenó a las tropas del Tercer Ejército de Estados Unidos de George Patton, que se hallaban al sur, en la zona de la Lorena, y al Noveno Ejército de Estados Unidos del general William Hood Simpson, que se hallaba al norte de la zona atacada, que apoyasen al Primer Ejército de Estados Unidos de general Courtney Hodges, que era el que estaba soportando la parte principal de la ofensiva. Finalmente, tras la mejora del buen tiempo, que permitió la actividad aérea de los Aliados, y el agotamiento de las reservas de combustible de la Wehrmacht, que fracasó en conseguir capturar los almacenes de suministros Aliados, la batalla se dio por concluida hacia finales de enero de 1945, habiendo supuesto el agotamiento definitivo de la capacidad de los alemanes por mantener una mínima iniciativa estratégica.
Desde la derrota sufrida por los alemanes, pues, quedaban abiertas definitivamente las puertas para el siguiente paso a dar, la invasión del propio territorio alemán, y para el avance hacia el interior de Alemania, para lo cual iba a ser necesario atravesar la importante barrera que suponía el Rin.

#### Invasión de Alemania
Para la invasión de Alemania, Eisenhower tomó la decisión de avanzar por el norte, en las tierras llanas de la cuenca baja del Rin, desestimando las propuestas de Patton de hacerlo más al norte, y concediendo nuevamente el protagonismo a Montgomery.
Así, el 8 de febrero de 1945 dio comienzo la Operación Veritable, ejecutada por Montgomery, con el 2.º Ejército británico y el 1.er Ejército canadiense, agrupados en el 21.º Grupo de Ejércitos, para despejar el terreno para preparar el cruce de Rin, en el marco de la llamada Operación Grenade. Aunque en líneas generales Veritable cumplió con lo previsto, los estadounidenses no lograron impedir la destrucción de las presas en el río Ruhr, con lo que la operación se saldó con un fracaso.

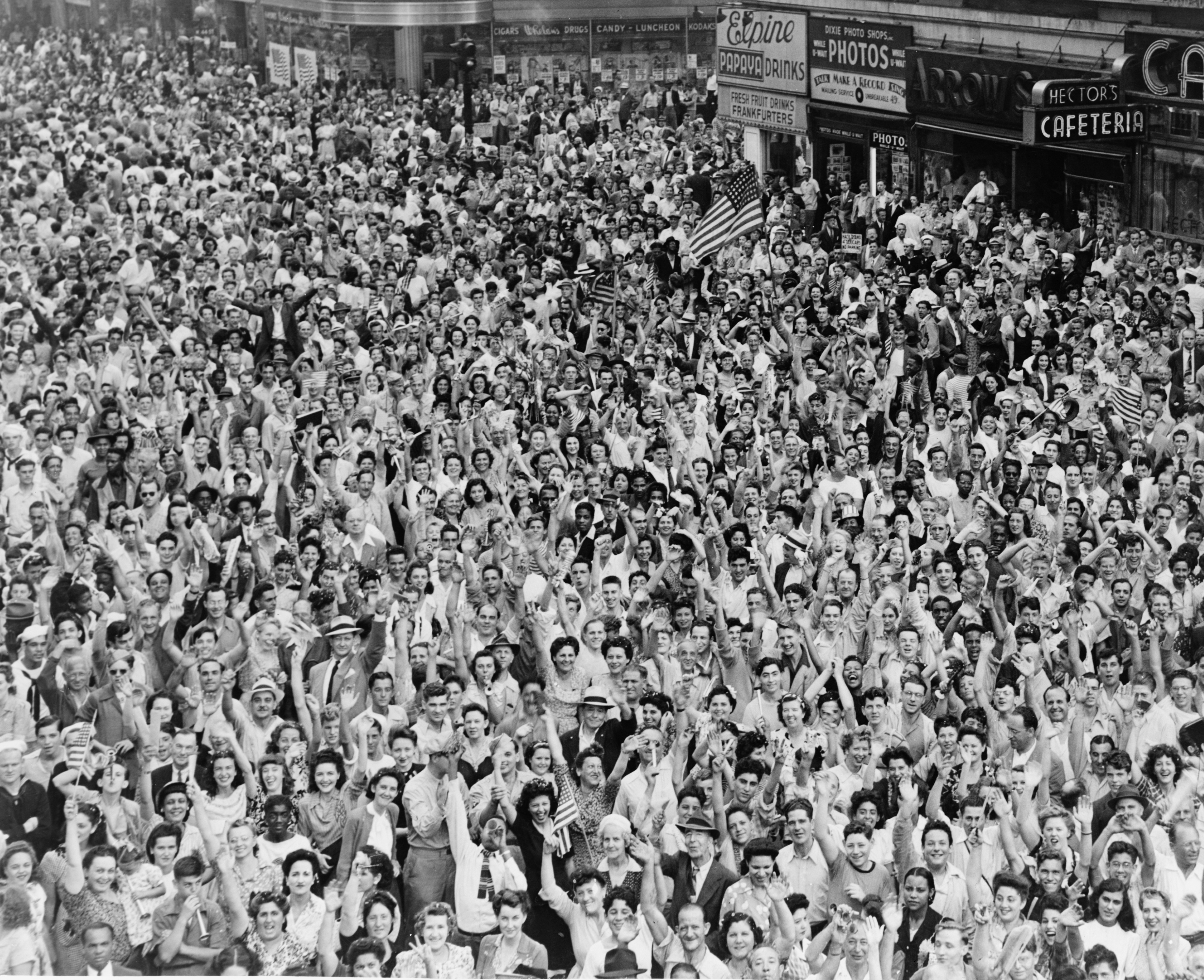
Celebración de la victoria sobre el Eje en Times Square, Nueva York, el 14 de agosto de 1945.

Se inició entonces la búsqueda de un puente intacto sobre el río Rin, hasta que se dio con un puente intacto en la localidad renana de Remagen: el puente de Remagen. El puente fue tomado el 7 de marzo de 1945 por tropas de la 9.ª División Blindada estadounidense (Decimosegundo Grupo de Ejército de Estados Unidos, del general Omar Bradley), con lo que Eisenhower, modificando sus previsiones iniciales, ordenó el paso del mayor número de tropas posible a la orilla oriental del río, antes del hundimiento del viejo puente el 17 de noviembre. Aunque posteriormente se logró habilitar otros pasos en el río, la toma de este puente fue la que abrió definitivamente el corazón del territorio alemán a la ofensiva aliada, que se abrió en varias líneas de avance.
Por un lado, se ordenó a los británicos de Bernard Law Montgomery el avance hacia Hamburgo y Dinamarca, mientras que los estadounidenses de George Patton avanzaban por el centro de Alemania, siguiendo camino hasta alcanzar Praga, en Checoslovaquia, al acabar la guerra, no sin protestas de Patton, que deseaba haber avanzado hacia Berlín para arrebatar al Ejército Rojo la gloria de su conquista. Para terminar, tropas estadounidenses y francesas penetraban hacia el sur de Alemania, por Baviera, alcanzando Austria, aunque tampoco lograron llegar a Viena antes que el Ejército Rojo.

#### Rendición de Alemania
Finalmente, tras la batalla de Berlín el almirante Karl Dönitz, que había sucedido a Adolf Hitler tras el suicidio de este, aceptó la rendición incondicional del Tercer Reich, el 7 de mayo de 1945. Eisenhower recibió en Reims a la delegación alemana enviada para firmar la rendición.

## Carrera política
Una vez finalizada la guerra, tras regresar a los Estados Unidos, fue nombrado jefe del Estado Mayor de Ejército, aunque en 1947 solicitó una excedencia en su carrera militar, pasando a ejercer la presidencia de la Universidad de Columbia.
Aún regresó a la carrera militar posteriormente, siendo nombrado en 1950 comandante en jefe de las fuerzas de la Organización del Tratado del Atlántico Norte, en momentos de tensión con la Unión Soviética por coincidir con los inicios de la llamada Guerra Fría.

### Presidente de los Estados Unidos (1953-1961)

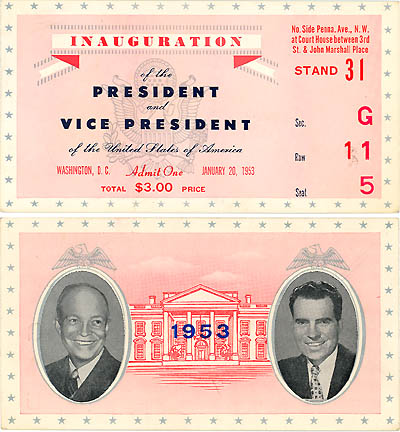
Boleto para la fiesta de inauguración de la presidencia de Eisenhower con su imagen y la de su vicepresidente Richard Nixon en 1953.

Durante su carrera militar, y especialmente en los años de la Segunda Guerra Mundial, Eisenhower había estado siempre más cerca de los despachos en que se trataba de asuntos políticos que de los campos de batalla, con lo que había acumulado una amplia experiencia política en contactos con la mayor parte de la clase política, tanto en Europa como en Estados Unidos.
Por ese motivo, en 1951 Eisenhower aceptó participar en la carrera electoral por la presidencia de los Estados Unidos, en las filas del Partido Republicano, el más próximo a sus ideas políticas. Sin embargo, ya había sido cortejado para las elecciones presidenciales de Estados Unidos de 1948 por ambos partidos, tanto por el Republicano como por el Partido Demócrata, ofreciéndole el presidente Harry S. Truman ocupar la vicepresidencia en su candidatura.

#### Primer mandato (1953-1957)

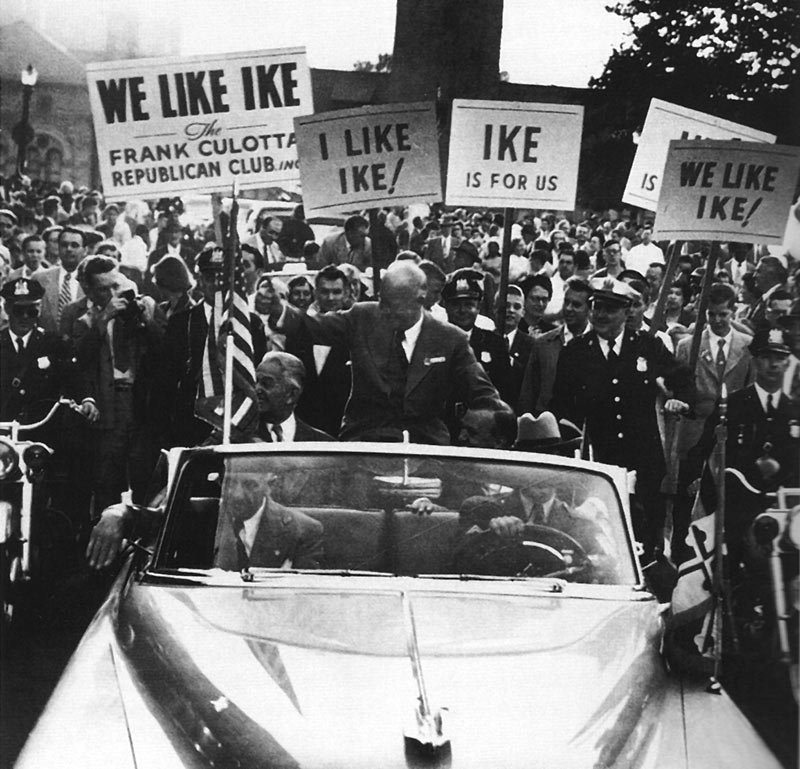
Caravana electoral de Eisenhower en septiembre de 1952 en la ciudad de Baltimore (Maryland).

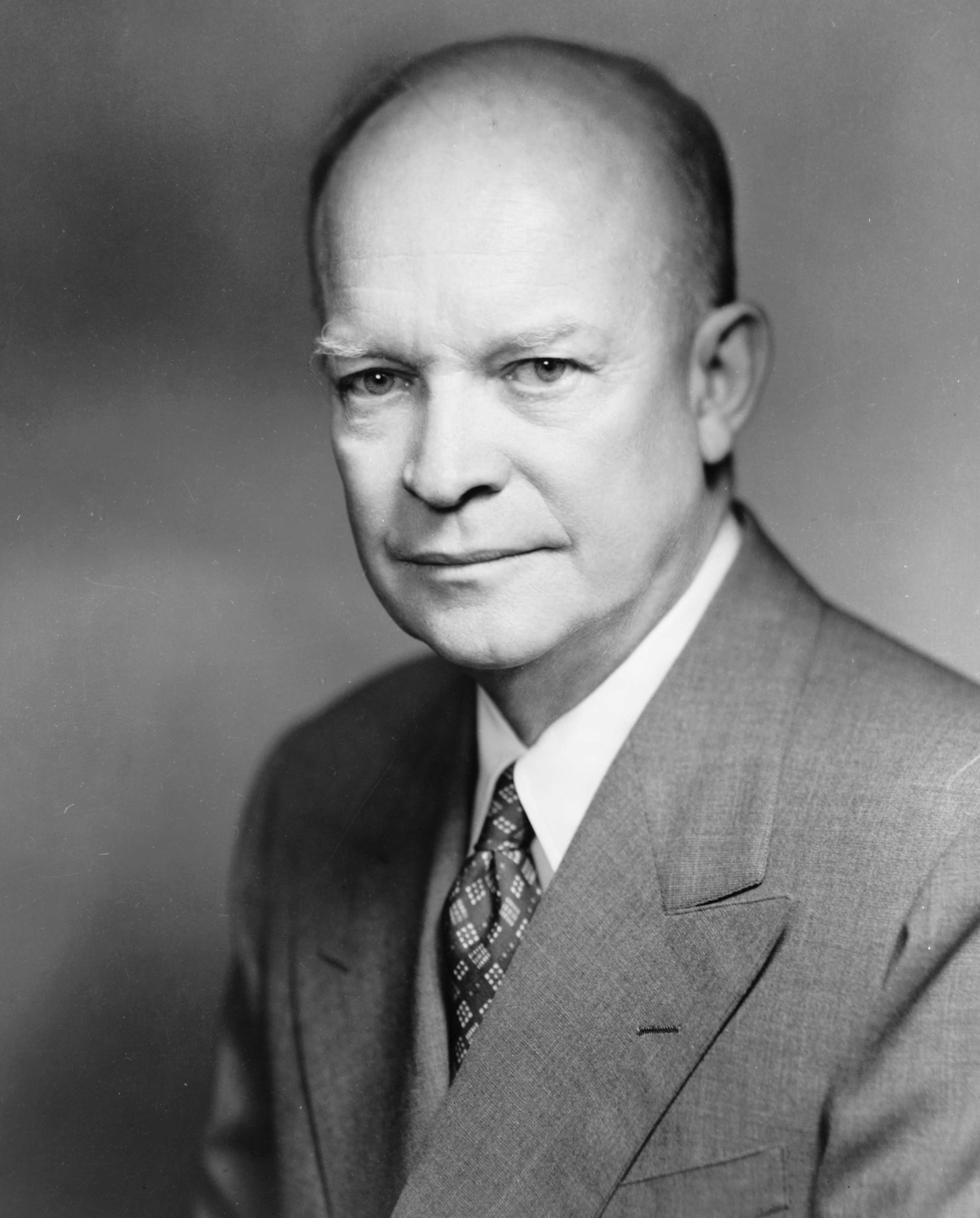
Dwight Eisenhower en 1952.

Eisenhower dio inicio en 1951 a una larga campaña, que le condujo a lo largo de 45 de los estados de los Estados Unidos, durante la que buscó especialmente dar seguridades a los ciudadanos estadounidenses, sin jamás mencionar el nombre de su oponente, el demócrata Adlai Stevenson, a la vez que sistemáticamente se dedicaba a criticar los resultados de las presidencias demócratas anteriores.
Centró su campaña en tres temas principales: poner fin al estado de corrupción que, según él, reinaba en la clase política; poner fin a la guerra de Corea; y acabar con la subversión que suponía, en su opinión, el comunismo.
Durante las primarias internas del Partido Republicano, Eisenhower se impuso a sus adversarios: el senador por Ohio Robert A. Taft, el gobernador de California Earl Warren, el gobernador de Minnesota Harold Stassen, el general Douglas MacArthur y el gobernador Thomas E. Dewey, recibiendo en la primera vuelta de la Convención del Partido Republicano el voto de 595 delegados y el de 845 delegados en segunda vuelta.
Para la campaña eligió como vicepresidente a Richard Nixon, quien fue acusado en la misma campaña de malversación de fondos, aunque logró zafarse de la acusación. Eisenhower recibió igualmente el apoyo del ultraconservador senador Joseph McCarthy, presidente del Comité de Actividades Antiestadounidenses, quien afirmaba que la clase política demócrata estaba completamente infiltrada por agentes comunistas al servicio de la Unión Soviética.
En las elecciones del 4 de noviembre de 1952, la pareja Eisenhower-Nixon logró 34 075 529 votos, el 55,2 % del electorado, con 442 delegados, mientras que los candidatos demócratas, Adlai Stevenson y John Sparkman, lograron 27 375 090 votos, el 44,3 % del censo, con 89 delegados. Eisenhower logró la victoria en la mayor parte de los estados, salvo en los estados del sur.
Como consecuencia de su victoria, el 20 de enero de 1953 Dwight D. Eisenhower fue investido como 34.º presidente de los Estados Unidos, teniendo como vicepresidente a Richard Nixon. La política exterior de Eisenhower estuvo fuertemente marcada por el secretario de Estado John Foster Dulles (hasta 1959).
Uno de los primeros actos de su mandato fue la creación, el 1 de abril, de un Ministerio de la Salud, Educación y Asuntos Sociales. El 22 de abril firmó la ley de las tierras sumergidas, que sustraía a los estados el control de los recursos mineros existentes en las aguas territoriales del país para atribuirlo al Gobierno federal, lo que comportaba la atribución de las concesiones de explotación de las plataformas petrolíferas.
El 26 de julio de ese mismo año de 1953, Eisenhower dio cumplimiento a una de sus promesas electorales, la de poner fin a la guerra de Corea, mediante la firma de un armisticio que consagró la división del país en dos estados, separados por el paralelo 38: Corea del Norte y Corea del Sur. El 1 de agosto, prosiguiendo con sus medidas de tipo social, firmó una prórroga de la ley sobre el seguro médico; y el 7 de agosto, una ley por la que Estados Unidos recibiría a 241 000 refugiados, a añadir a la cuota normal de inmigración fijada por las leyes.
El 8 de octubre, Eisenhower anunció que la Unión Soviética había hecho explotar su primera bomba de hidrógeno. El 8 de diciembre propuso en un discurso ante la Organización de las Naciones Unidas (Átomos para la Paz) el uso de la energía nuclear con fines pacíficos, lo que desembocaría en la creación de la Organismo Internacional de Energía Atómica (AIEA).

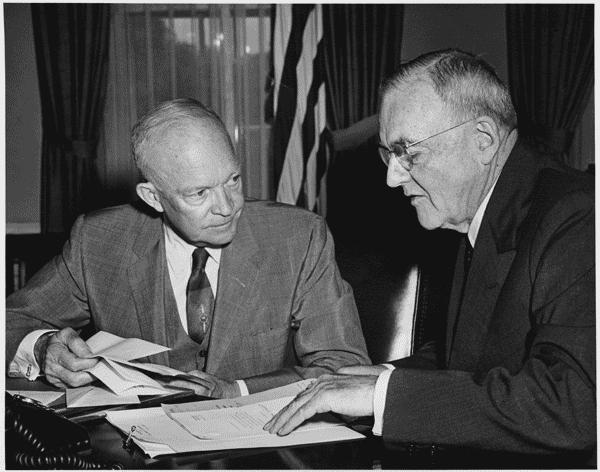
El presidente Eisenhower con el secretario de Estado John Foster Dulles, el 14 de agosto de 1956.

El 23 de abril de 1954 (y hasta el 17 de junio), el senador McCarthy pasó a presidir una Comisión encargada de la eliminación de los simpatizantes comunistas en el seno del Ejército de los Estados Unidos. No obstante, en esas mismas fechas Eisenhower rechazó apoyar directamente a Francia en la guerra de Indochina que mantenía con el Viet Minh para no extender el conflicto, aunque proveyó a Francia del material de guerra necesario llegando a las dos terceras partes del material de guerra usado al final; guerra que concluyó tras la derrota francesa en la batalla de Dien Bien Phu en mayo con la Conferencia de Ginebra, por la que Francia abandonaba Indochina, aceptándose la división del país en dos mitades, como había sucedido en Corea: Vietnam del Norte y Vietnam del Sur; apoyándose económica y militarmente al sur frente al norte comunista.
El 13 de mayo, Eisenhower firmó un acuerdo con Canadá que permitía la apertura de una vía de comunicación marítima entre la región de los Grandes Lagos y el océano Atlántico, a través del río San Lorenzo.
El 16 de marzo de 1955, Eisenhower declaró que los Estados Unidos estaban dispuestos a utilizar sus armas nucleares en caso de un conflicto con la China comunista. El 21 de julio propuso en Ginebra, en el curso de una Conferencia entre las grandes potencias, un derecho a sobrevolar las instalaciones militares de otros países para fomentar de ese modo una confianza mutua.
El 24 de septiembre de 1955 sufrió un ataque cardíaco, a pesar de lo cual el 29 de febrero de 1956 anunció públicamente que optaría a un segundo mandato presidencial, para lo cual intentó (sin éxito) convencer a Richard Nixon de que no le acompañase como vicepresidente.
En fecha 6 de febrero de 1956, el presidente Eisenhower aprobó la creación de la PFIAB (President's Foreign Intelligence Advisory Board o Junta Asesora de Inteligencia Exterior del Presidente), una Agencia de la Oficina Ejecutiva del Presidente cuya misión es la de asesorar al presidente del país respecto de los datos e informaciones recabados por otras agencias gubernamentales. Eisenhower nombró como primer presidente de la nueva Agencia a James Killian.
El 31 de mayo de 1956, Eisenhower autorizó que los aviones espía U-2 efectuasen vuelos secretos de espionaje sobre el territorio de la Unión Soviética. El 29 de junio aprobó la creación de una red de autopistas sometidas al control del Gobierno federal, cuya misión en principio era la de servir a la defensa de la nación.
El 1 de octubre de 1956 Eisenhower aprobó una medida de largo alcance, al suprimir la normativa que obligaba a los negros a ceder su asiento a los blancos en el transporte público.

#### Segundo mandato (1957-1961)

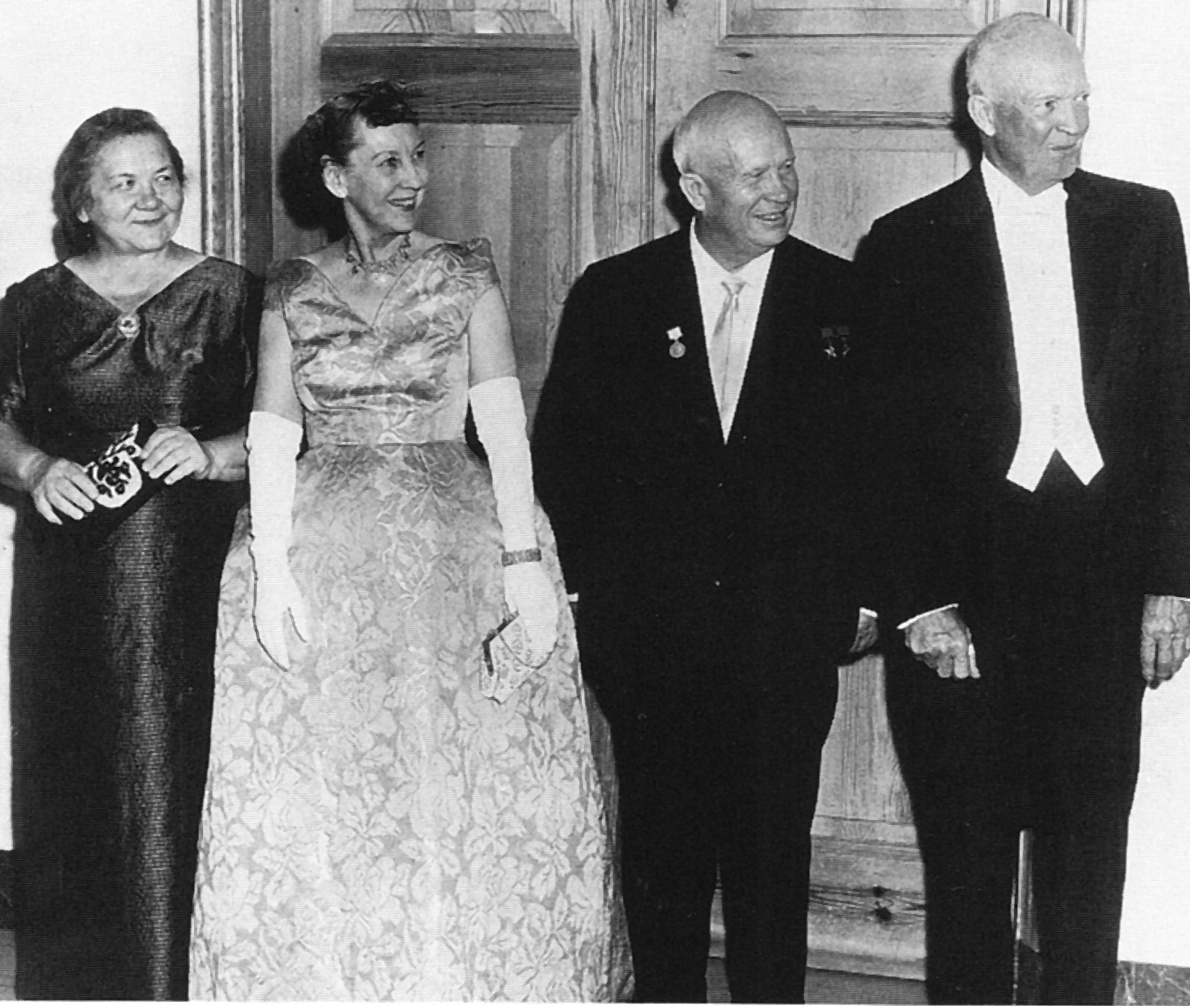
El secretario general del Partido Comunista de la Unión Soviética, Nikita Jrushchov, junto a Dwight Eisenhower y sus respectivas esposas, durante su viaje oficial a Estados Unidos en septiembre de 1959.

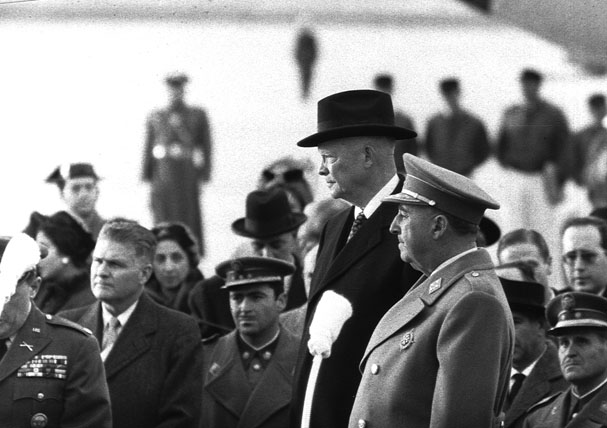
Francisco Franco junto a Eisenhower, en la visita que este último hizo a España en diciembre de 1959.

Tras haber anunciado su presentación a la reelección, Eisenhower fue elegido sin oposición candidato a las elecciones presidenciales de 1956 por el Partido Republicano en la Convención Nacional Republicana de 1956, celebrada en San Francisco. Como candidato para la vicepresidencia iba nuevamente acompañado de Richard Nixon, a pesar de haberle insistido para que no se presentase. El Partido Demócrata eligió nuevamente como candidato a la presidencia a Adlai Stevenson, gobernador de Illinois, acompañado de Estes Kefauver, senador por Tennessee, como candidato a la vicepresidencia.
Durante la campaña electoral, Eisenhower se vio reforzado por dos crisis internacionales, la Revolución húngara de 1956 y la Guerra del Sinaí, en la que Eisenhower dejó a su suerte a Francia y Reino Unido, sin intervenir en el conflicto. Adlai Stevenson basó su campaña en un aumento del gasto social y en acuerdos con la Unión Soviética.
En las elecciones, el dúo Eisenhower-Nixon obtuvo 35.579.180 votos, el 57,4 % de los votos, y 457 compromisarios, mientras que la pareja formada por Stevenson y Kefauver obtuvo 26 028 028 votos, es decir, el 42,0 %, con solo 73 delegados.
El 5 de enero de 1957, Eisenhower definió la línea geopolítica de los Estados Unidos, especialmente en lo relativo a la situación en Oriente Medio y Extremo Oriente, la doctrina Eisenhower, que comportaba igualmente apoyo económico a los países que se viesen amenazados por la expansión comunista. El 20 de enero tomó posesión para su segundo mandato como presidente de los Estados Unidos.
El 9 de septiembre, Eisenhower firmó una ley sobre derechos civiles, siendo la primera de dicho tipo que se aprobaba desde los tiempos de Abraham Lincoln. El 25 de noviembre padeció un segundo ataque cardíaco.
El 31 de enero de 1958, los Estados Unidos lanzaron al espacio exterior su primer satélite artificial, el Explorer 1, habiendo sido adelantados por el programa espacial soviético, que había lanzado el Sputnik 1 el 4 de octubre de 1957. El siguiente 2 de abril, Eisenhower propuso la creación de una Agencia civil estadounidense encargada del programa espacial estadounidense, aprobándose la creación de la NASA el 29 de julio de 1958. La medida fue consecuencia de creer Eisenhower y su equipo de colaboradores que la carrera espacial con la Unión Soviética era esencial para la seguridad de los Estados Unidos.
El 3 de enero de 1959 se incorporó a los Estados Unidos como un estado de pleno derecho el estado número 49.º, Alaska, mientras que el 21 de agosto se incorporó el número 50, Hawái.
Del 15 al 27 de septiembre el secretario general del Partido Comunista de la Unión Soviética, Nikita Jrushchov, giró una visita oficial a los Estados Unidos. Del mismo modo, el gobierno estadounidense se acercó a América Latina, participando en la fundación del Banco Interamericano de Desarrollo.
El 1 de mayo de 1960, un avión espía estadounidense U-2 fue derribado por la artillería del Ejército Rojo mientras sobrevolaba la Unión Soviética en una misión de espionaje, lo que trajo como consecuencia la anulación de la cumbre entre las dos grandes potencias, Estados Unidos y a Unión Soviética, que estaba previsto se celebrase dos semanas más tarde en París; por otro lado, se produjo un incremento de la tensión en las relaciones entre ambos países.
Finalmente, el 8 de noviembre de 1960, John Fitzgerald Kennedy, el candidato del Partido Demócrata, derrotó en las elecciones presidenciales de Estados Unidos de 1960 a Richard Nixon, el vicepresidente de Eisenhower, que había sido elegido candidato en las elecciones por el Partido Republicano.
El 17 de enero de 1961, Eisenhower pronunció la alocución final (retransmitida por televisión) de su mandato, acuñando en la misma una frase que se hizo célebre, que advertía de la peligrosa influencia del reciente complejo industrial-militar de los Estados Unidos, aunque el propio Eisenhower admite en ese mismo discurso que se trata de un elemento necesario para la defensa de la nación, pero entendiendo que su existencia debe conjugarse con una sabia y vigilante tutela activa por parte de la ciudadanía, para que los fines de dicho complejo concuerden con los ideales de libertad y democracia a los que necesariamente deben servir.

#### Ejes de su política presidencial

##### Política exterior

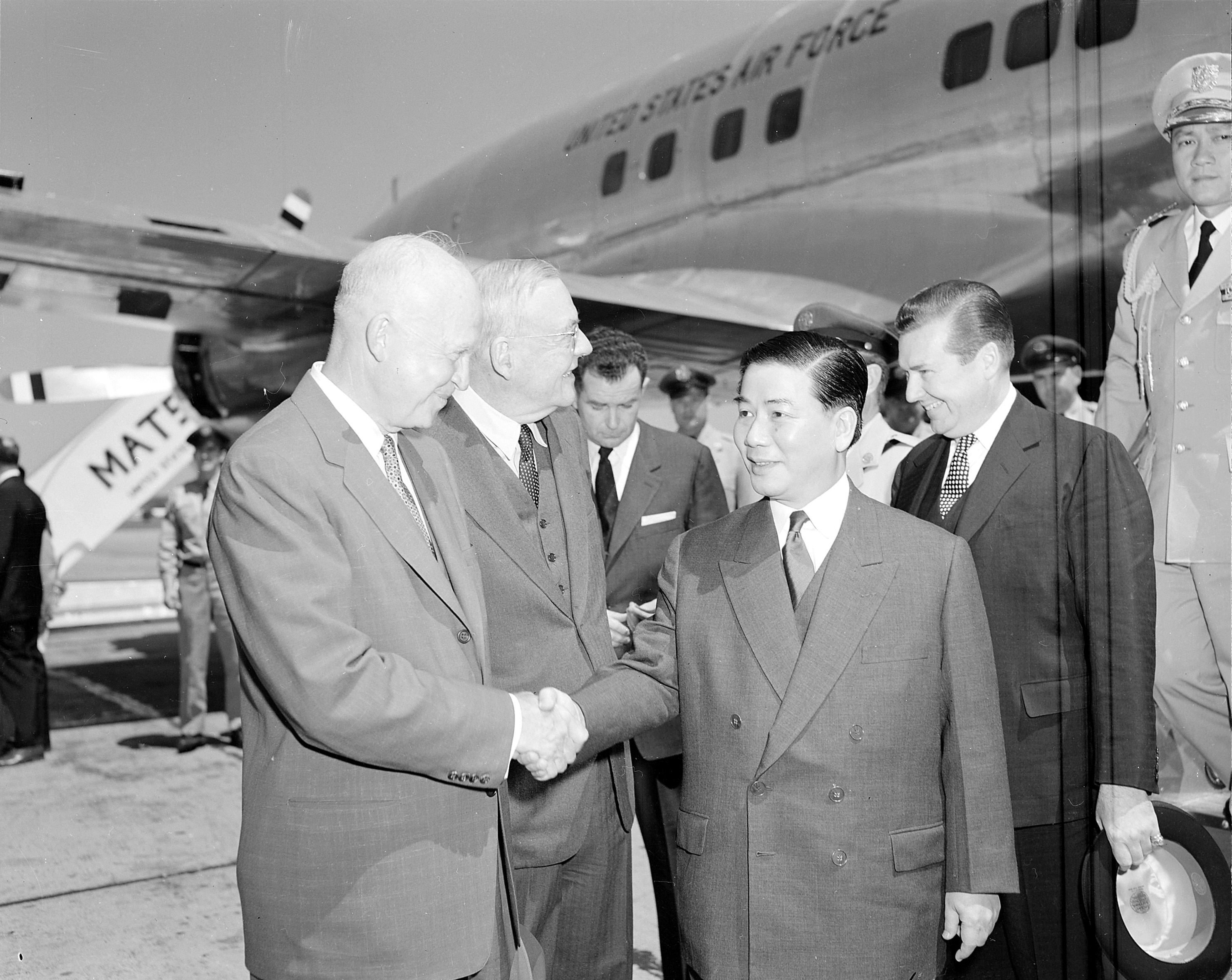
Eisenhower y el secretario de Estado John Foster Dulles reciben al presidente de Vietnam del Sur, Ngo Dinh Diem, el 8 de mayo de 1957 en el aeropuerto de Washington.

En materia de política exterior, las dos administraciones de Eisenhower estuvieron marcadas por una política de contención y de firmeza ante la Unión Soviética, en un contexto claramente dominado por la Guerra fría. Ello tuvo entre sus consecuencias inmediatas una expansión de la carrera de armamentos con la Unión Soviética, y la consolidación y expansión del armamento nuclear estadounidense. Esta situación generó en el mundo un estado de temor permanente ante la posibilidad de que cualquiera de las dos potencias presionara el botón que desencadenaría un ataque nuclear.
Sin embargo, con la muerte de Stalin en 1953, Eisenhower comprendió que ese hecho iba a modificar las relaciones Este-Oeste, y se prestó a un relajamiento de la tensión entre los dos grandes bloques políticos y militares mediante la firma de los acuerdos que pusieron fin a la guerra de Corea (27 de julio de 1953), a la vez que rechazaba comprometerse junto con Francia en la guerra de Indochina que los franceses mantenían con el Viet Minh, y su apoyo se redujo al envío de material de guerra. Tras la derrota de Francia, la independencia de Camboya y Laos y la partición del Vietnam en dos estados, Vietnam del Norte y Vietnam del Sur, sembró a su vez la semilla para el inicio poco después de la guerra de Vietnam, en la que los Estados Unidos se implicaron profundamente al sostener el régimen del sur contra el norte comunista.
Sin embargo, aunque de puertas afuera se presentaba esa política de contención de los enfrentamientos, paralelamente se llevaron a cabo diversas acciones encubiertas, llevadas a cabo por la CIA, destacando el derrocamiento en agosto de 1953 del primer ministro izquierdista iraní, Mohammad Mosaddeq, que había nacionalizado el petróleo iraní el 20 de marzo de 1951, y el establecimiento de una dictadura por parte del sah Mohammad Reza Pahlavi con el apoyo de los Estados Unidos. También destacó el derrocamiento en junio de 1954 del gobierno de Jacobo Arbenz Guzmán en Guatemala, el golpe de Estado en Vietnam del Sur en abril de 1955 y el establecimiento de la dictadura de Ngo Dinh Diem y el intento de golpe de Estado en Indonesia en 1958. También se apoyó discretamente la Revolución húngara de 1956, aunque sin ninguna implicación directa en un país que era miembro del Pacto de Varsovia. Igualmente, marines estadounidenses desembarcaron en el Líbano en 1958.

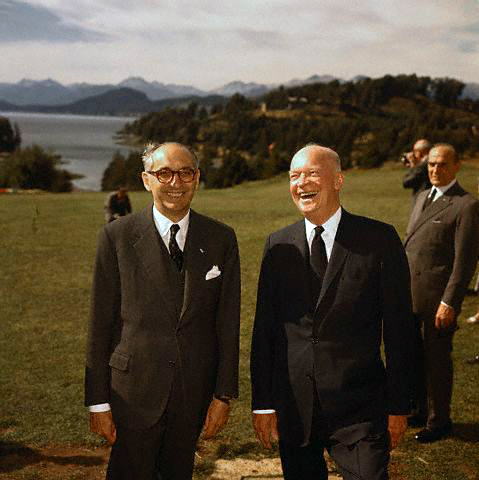
Dwight Eisenhower con su par de Argentina, Arturo Frondizi, en Bariloche.

Dentro de su doctrina de contención militar respecto de la Unión Soviética, impulsó todo un conjunto de pactos militares de tipo regional, para configurar un cordón sanitario alrededor de la URSS: Pacto de Bagdad ( CENTO), SEATO impulsó al rearme de las Fuerzas Armadas de la República Federal Alemana (Bundeswehr) y la creación de la OTAN.
Eisenhower estableció una política pacifista pero sin perder firmeza ante la Unión Soviética lidiando con un congreso en que la política de persecución contra simpatizantes comunistas llegaba a niveles paranoicos.
En 1959, Eisenhower recibió a Nikita Jrushchov en suelo estadounidense y sostuvieron un diálogo sobre las situaciones que mantenían el presente estado de tensión entre las potencias. Ike manifestó a Nikita que sus militares lo presionaban a lo que el líder soviético manifestó la misma situación, entonces Eisenhower dijo: -Tenemos que hacer un pacto-. Este episodio representa fielmente el carácter transparente de Eisenhower y que contribuyó a que la llamada Guerra Fría no fuese más que un temor omnipresente en el concierto mundial, temor que perduraría 30 años más.
Por otra parte, ante el éxito del programa espacial soviético, que logró lanzar al espacio el primer satélite artificial (el Sputnik 1, el 4 de octubre de 1957), creyendo que la superioridad soviética en el espacio podría comprometer en el futuro la seguridad de los Estados Unidos, impulsó un programa espacial estadounidense, que se inició el 31 de enero de 1958, con el lanzamiento exitoso al espacio del satélite Explorer 1, y que se desarrolló con la creación de la NASA el 29 de julio siguiente. Todo ello desembocó en la llamada carrera espacial mantenida entre los Estados Unidos y la Unión Soviética paralelamente a la carrera de armamentos que ya mantenían desde el final de la Segunda Guerra Mundial.
Eisenhower declaró que la NASA dirigida completamente por civiles era el uso pacífico del espacio exterior y para la expansión del conocimiento humano. De hecho, usó un programa llamado SCORE donde un satélite que llevaba grabada su voz anunciaba mediante el uso de las ondas de radio al mundo, un mensaje de buena voluntad que ayudó mucho a relajar la tensión mundial.

##### Política interior

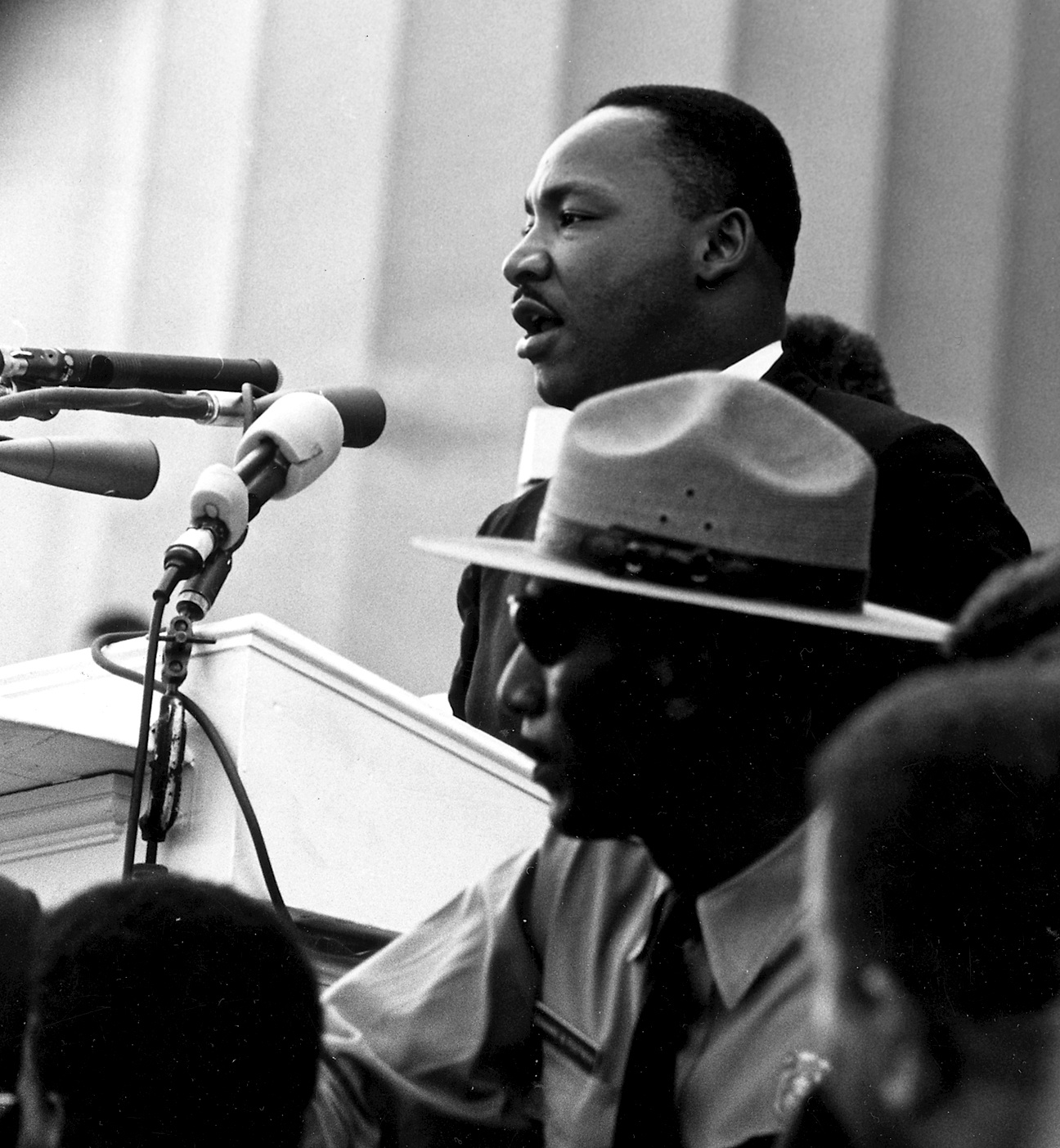
Martin Luther King hablando en la marcha por los derechos civiles en el monumento a Abraham Lincoln durante la marcha de 1963.

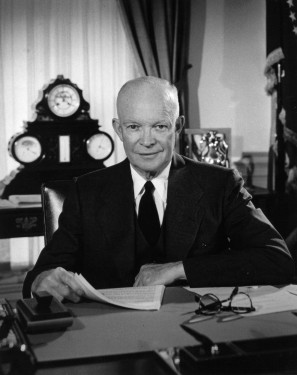
Eisenhower en el salón Oval de la Casa Blanca.

En lo relativo a los aspectos de política interior, los mandatos del presidente Eisenhower se caracterizaron por una relativa prosperidad económica, así como por el relanzamiento del consumo tras los años de cierta restricción debido a la Segunda Guerra Mundial. Su gran impulso a la red de autopistas del país (es el responsable de la existencia de casi 65.000 km de autopistas) contribuyó a la mejora de las comunicaciones entre los diversos estados, comportando un impacto en el modo de vida estadounidense. Por otra parte, dotó de un cierto impulso a algunos programas sociales, extendido por ejemplo el seguro médico, extendiendo la jubilación para las mujeres a los 62 años o incrementando los derechos sindicales.[cita requerida]
El aspecto más controvertido sucedido durante sus mandatos lo constituye el senador Joseph McCarthy, creador del Macarthismo a través del Comité de Actividades Antiestadounidenses. El senador, aunque jamás logró obtener ninguna inculpación de ningún supuesto espía soviético infiltrado en la Administración, sí que era considerado por muchos ciudadanos estadounidenses un valladar contra una presunta infiltración comunista. Eisenhower recibió el apoyo de McCarthy en la primera elección presidencial, en 1952; sin embargo, si bien nunca se enfrentó frontalmente con él, sí que mantuvo ciertas distancias. Cuando McCarthy intentó una nueva caza de brujas en el Pentágono, los dirigentes del Ejército de los Estados Unidos y el propio Eisenhower maniobraron hasta lograr que el Senado de los Estados Unidos aprobase un voto de censura contra el senador McCarthy en 1954, lo que quebró abruptamente el macarthismo. No obstante, las actividades del senador McCarthy supusieron graves consecuencias para muchas personas acusadas injustamente, siendo el caso más claro el de Julius y Ethel Rosenberg, acusados de espionaje y ejecutados el 19 de junio de 1953.
Durante su mandato igualmente comenzó a despuntar el conflicto racial entre negros y blancos, propiciado por el conjunto de cambios sociales producidos en el país en los años de la Segunda Guerra Mundial. Para desactivar el problema, sus gobiernos aprobaron y propiciaron algunos cambios legislativos, como una decisión de la Corte Suprema en mayo de 1954 prohibiendo la segregación racial en las escuelas o la admisión de una estudiante de raza negra en 1955 en una universidad de un estado del profundo sur, Alabama. Fue la época del nacimiento del Movimiento por los Derechos Civiles en Estados Unidos, dirigido por Martin Luther King.
Por último, uno de los aspectos destacados de su política interior fue el fortalecimiento del Gobierno federal, en detrimento de los poderes de los estados. Ello se manifestó en la ley sobre el control federal de las aguas territoriales o en la ley que propugnó la misma medida respecto de las autopistas. La propia situación de lucha por los derechos civiles propició el incremento del poder federal, aunque este no logró asegurar el cumplimento total de las leyes de integración racial.

## Retiro
Concluido su segundo mandato, Eisenhower fue muy solicitado para dictar conferencias y para diversas actividades (incluyendo el asesoramiento de sus sucesores en la presidencia, como por ejemplo con su primer sucesor John F. Kennedy durante la crisis de los misiles de Cuba de 1962), a la vez que se dedicó a la preparación de sus Memorias. Dwight D. Eisenhower falleció el 28 de marzo de 1969 en el Walter Reed Army Hospital de Washington.

## Vida privada

Escudo de armas de Dwight D. Eisenhower.

Eisenhower contrajo matrimonio con Mamie Geneva Doud (1896-1979), natural de Denver, en Colorado el 1 de julio de 1916. La pareja tuvo dos hijos: Doud Dwight Eisenhower (1917-1921) y John David Sheldon Doud Eisenhower (1922-2013). Mamie llegó a ser muy querida por la opinión pública estadounidense por su rol de abnegada esposa del comandante de las Fuerzas Aliadas.
Sin embargo, la tremenda responsabilidad de Eisenhower en los días previos a la Operación Overlord venía acompañada de una solitaria vida privada lejos de su patria en guerra. Ike confesó, en aquellos aciagos días, en algunas cartas dirigidas a su esposa, que se sentía solitario (de compañía femenina).
Eisenhower había ordenado un cambio en el staff de chóferes soldados asignados a la oficialidad del ejército, el cambio era la sustitución de hombres por mujeres soldados enviando a los hombres a un puesto activo en combate. El cadillac de Eisenhower fue entonces conducido por la sargento Kay Summersby, quien congenió rápidamente con su superior. No solo fue su chofer personal, sino también su secretaria privada. Acompañó a Eisenhower por casi todos los escenarios y cuando Eisenhower descansaba, Summersby lo acompañaba a veces y podían conversar temas que no estaban relacionados con el escenario bélico. Se enamoraron y la relación entre Eisenhower y la sargento Summersby se tornó íntima, convirtiéndose en amantes aunque manteniendo su relación en el más completo anonimato posible.
Para cuando terminó la guerra, Ike Eisenhower logró la visa y nacionalidad estadounidense para su secretaria personal y siguieron frecuentándose.
Para esa época, Eisenhower pensó seriamente la posibilidad de divorciarse de Mamie y casarse con Summersby; pero la negativa de George Marshall y la posterior posibilidad de postularse como presidente de los Estados Unidos con grandes posibilidades de ganar la alta posición y los consejos de cercanos políticos del partido Republicano al cual pertenecía lo hicieron desistir y la relación terminó sin volver a verse nunca más. Eisenhower continuó casado con Mamie hasta su muerte en 1969, Summersby falleció en 1975 no sin haber dado la autorización para publicar un libro donde detalla la relación íntima con el entonces comandante supremo de las Fuerzas Aliadas.

## Descendencia
De su matrimonio con Mary Mamie Geneva Doud, Dwight D. Eisenhower tuvo dos hijos:
- Doud Dwight Eisenhower (24 de septiembre de 1917-2 de enero de 1921). Fue apodado Icky por sus padres; murió de escarlatina a la edad de tres años.[22]
- John David Sheldon Doud Eisenhower (3 de agosto de 1922-2013). Sirvió en el Ejército de los Estados Unidos —se graduó en West Point precisamente el 6 de junio de 1944, el Día D— y se licenció con el grado de general de brigada en la reserva; se convirtió en escritor y ejerció como embajador de los Estados Unidos en Bélgica entre 1969 y 1971. Su hijo David Eisenhower se casó con la hija de Richard Nixon, Julie, en 1968.

## Obras
- 1948: Cruzada en Europa. ISBN 9780801856686
- 1963: Un militar en la Casa Blanca

## Películas basadas en su biografía
Robert Duvall lo encarnó en la película Ike (1979). Tom Selleck protagonizó la película para televisión llamada Ike: Countdown to D-Day (2004), en la cual el actor interpreta a Eisenhower durante los 90 días previos al Día D.
En 2013, el actor Robin Williams lo interpretaría en la película The Butler.